# Доходные дома в Санкт-Петербурге

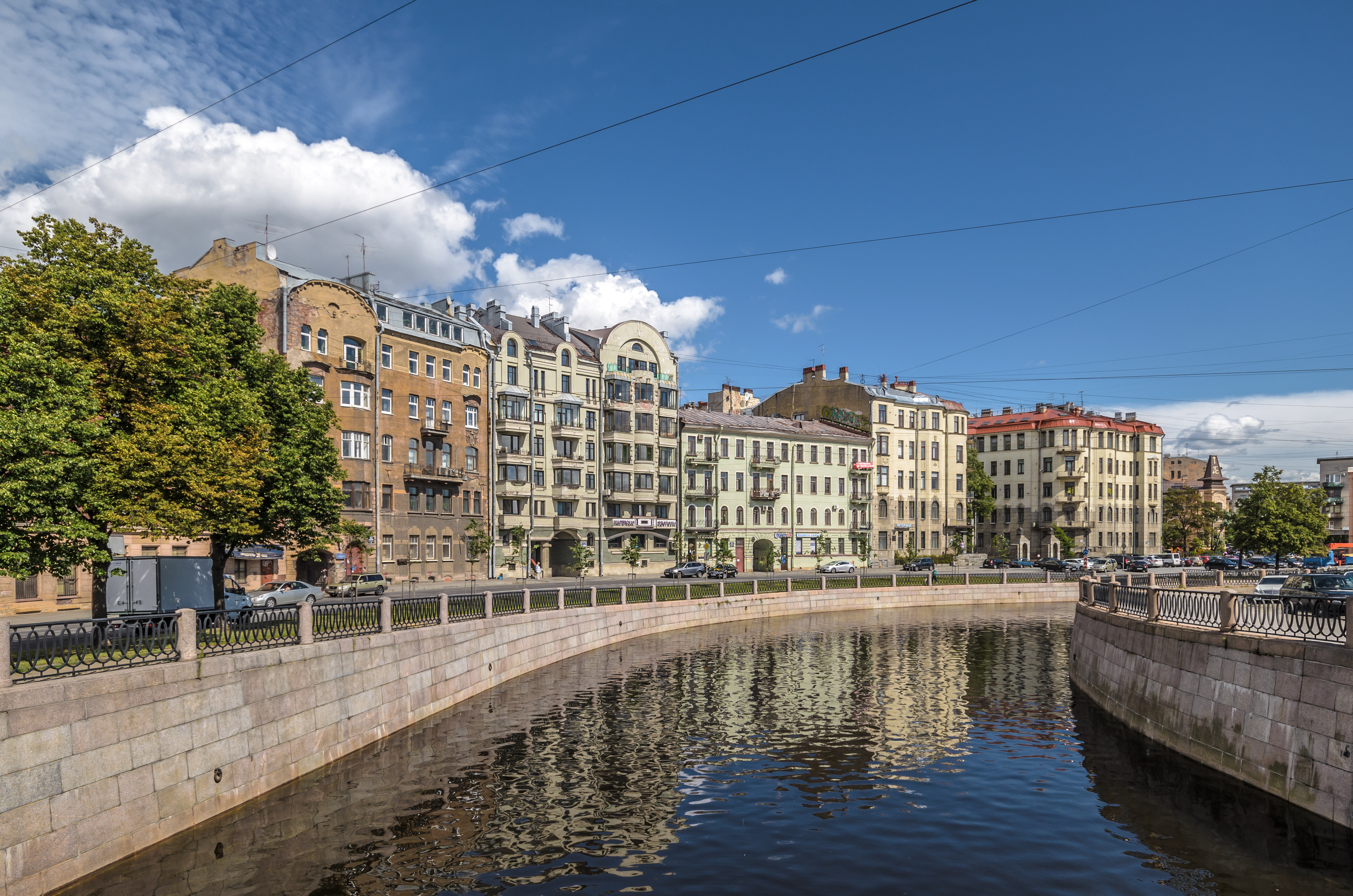
Бывшие доходные дома на Карповке

Доходные дома в Санкт-Петербурге являлись самым распространённым видом городской постройки до революции. Доходным домом называли здание, чьи внутренние пространства за арендную плату сдавались жильцам. Арендованные помещения составляли большую часть жилого фонда, и к концу XIX века их доля достигла 94 %. Доходные дома сформировали архитектурную ткань исторического городского центра, её городские кварталы, сформированные лабиринтами дворов-колодцев и проходами между ними. Многие из доходных домов включены в списки объектов исторической и художественной ценности.
Петербургские дома прославились своими тёмными и узкими дворами-колодцами, которые образовались в стремлении хозяев доходных домов застроить участок как можно большим количеством квартир. Доходные дома на протяжении большей части времени своего существования формировали в Санкт-Петербурге вертикальную иерархию, где на нижних этажах жили богатые жильцы, чем выше был этаж, тем беднее были его жильцы и соответственно тем меньше удобств имели эти квартиры. В одном доходном доме на разных этажах и флигелях могли находиться как роскошные квартиры, так и трущобы.

## История

### XVIII век
Сдача помещений практиковалась с самого основания Петербурга. Ещё в 1708 году Меньшиков докладывал о солдатах разных полков, которые построили дома, чтобы сдавать их внаём. Помещения часто сдавали плотникам, каменщикам и мастеровым. В тот период понятия «доходный дом» не было, и в таких случаях говорили, что люди устраивали в своих помещениях постоялый двор. Так как сдача жилья внаём приносила хорошие доходы в казну, в 1723 году были построены ряд государственных постоялых дворов и частная сдача жилья внаём была запрещена. Все приезжие были обязаны останавливаться в государственных постоялых дворах, а сдававшие помещения отнимали доходы у государства. Для борьбы с частной сдачей внаём было также запрещено принимать у себя дома пришлых, пока они не регистрировались в губернской канцелярии.
Постепенно о петровских запретах забыли. При Анне Иоановне широко начала развиваться система доходного домостроения, многие домовладельцы на разные сроки сдавали внаём часть жилья, появлялись прообразы доходных домов. В середине XVIII века первые этажи в домах часто сдавали под лавки ремесленникам или торговцам. Елизавета Петровна, беспокоившаяся об эстетическом облике центральных улиц запретила домовладельцам сдавать первые этажи ремесленным мастерским, но этот закон не соблюдался, так как сдача помещений приносила неплохие доходы. Дома для сдачи помещений внаём часто строились быстро и из некачественных материалов.
Вплоть до последней трети XVIII века в Петербурге сохранялась низкая плотность населения и застройки. Значительная часть его жителей вне зависимости от сословного происхождения или финансового положения могла позволить себе иметь собственный участок. При Екатерине шёл активный процесс урбанизации центральных городских районов и, вместе с этим, повышения плотности городской застройки и подорожания земли. Всё больше горожан не имели средств для постройки собственного жилья. Уже при Екатерине II только 4 % от всего населения были владельцами недвижимости, их называли обывателями, а горожан без собственности — жильцами. При Екатерине квартиросъёмщики стали самой многочисленной категорией населения.
Многие домовладельцы сдавали часть своих помещений, имея с этого солидные доходы. Снимать квартиры предпочитали чиновники и городские классы, для которых была важна мобильность и возможность работать как можно ближе к своей работе, такие люди часто меняли квартиры по два раза в год. В середине XVIII века владельцы недвижимости и особенно крупных особняков, предпочитавшие сдавать часть помещений за редкими исключениями были обременены постойной повинностью и обязывались давать бесплатный кров, дрова и свечи солдатам или чиновникам. Если домовладельцу приписывали придворного чиновника, то он был вынужден бесплатно предоставлять ему лучшую квартиру. Все придворные служащие имели право на так называемые «придворные» квартиры.
Так как рост населения превышал темп постройки новых зданий, городская беднота селилась в снимаемых квартирах в подвалах, в тесных условиях и в конце века средняя плотность в таких квартирах составляла 7 человек на комнату. Часто население подвала равнялось с населением всего дома.
В условиях растущей нужды в арендуемом жилье, в Петербурге начали строиться особняки, специально предназначенные для сдачи квартир — доходные дома. Хотя сдача помещений практиковалась повсеместно, здания, приспособленные в основном для сдачи помещений оставались редким видом застройки и внешне не отличались от особняков, казарм или официальных зданий. Стали строить так называемые «спекулятивные дома». Это были деревянные здания, которые покрывали штукатуркой.

### Начало — середина XIX века
Денежная аренда жилья сложилась к началу XIX века. Первая половина XIX века сопровождалась ускоренным приростом городского населения в результате урбанизации и появления множества учебных заведений. В город прибывали преподаватели, учёные и банкиры, которые предпочитали снимать квартиры, но не могли себе позволить собственный особняк. Квартиры начали снимать обедневшие дворяне. Самые роскошные квартиры располагались на Невском проспекте. В квартирах также селилась городская беднота, в тесных жилищах жили ремесленники, мелкие чиновники, бедные студенты, торговцы и старики на пенсии.

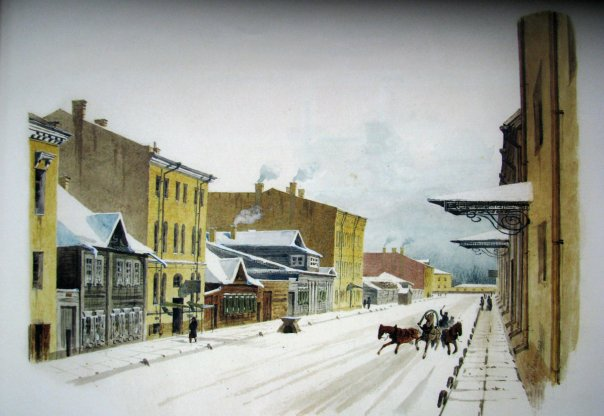
Жёлтые доходные дома на Спасском переулке

Доходные дома становились всё более массовым явлением, за счёт их строительства всё быстрее прирастала городская застройка, арендуемые квартиры составляли уже большую часть жилищного фонда. В первой половине XIX века очевидцы отмечали, что доходные дома выделялись своими крупными размерами — в три и более этажей на фоне остальной рядовой застройки. В 1830-е годы доходный дом приобрёл отчётливые типологические особенности, со своей конфигурацией плана, высокой этажностью и секционной планировкой. Здания такой типологии позже начнут строиться и в других городах России. Доходные дома приносили хорошие доходы их владельцам и быстро наполнялись постояльцами. В начале XIX века доходные дома в основном были переоборудованными жилыми зданиями, к середине века в Петербурге всё больше появлялось многоэтажных зданий со множеством квартир, такие дома постепенно меняли облик городских улиц, дворовые флигели могли ещё не строить, поэтому дворы в таких доходных домах были открытые.
В 1840-х годах доходные дома строились быстро, здание достраивалось за 5 месяцев. Дом на Гороховой, 34 — Садовой, 31 по проекту Гребёнки построили всего за 50 дней, что стало рекордом для того периода. Владельцы стремились как можно быстрее построить дом и заселить его. Новый дом согласно статье 195 Строительного устава требовалось в течение года просушивать перед оштукатуриванием, однако этот закон массово нарушался, особенно в период строительного бума в 1890-х годах.

### Конец XIX — начало XX века
Переломным моментом в истории строительства доходных домов стала отмена крепостного права в Российской империи, после чего в город устремились освобождённые крестьяне и разорённые помещики. Последняя треть XIX века сопровождалась строительным бумом, на месте пустырей за год выстраивались районы с многоэтажными доходными домами. Строительство доходного дома было крайне выгодным делом, средства, вложенные в доходные дома окупались за 5 — 10 лет. В одном таком доме жило от 50 до 500 человек. При строительстве домов устанавливались примитивные сквозные и перевязанные верёвками строительные леса, которые особенно зимой представляли опасность для строителей, и несчастные случаи на стройках были частым явлением.

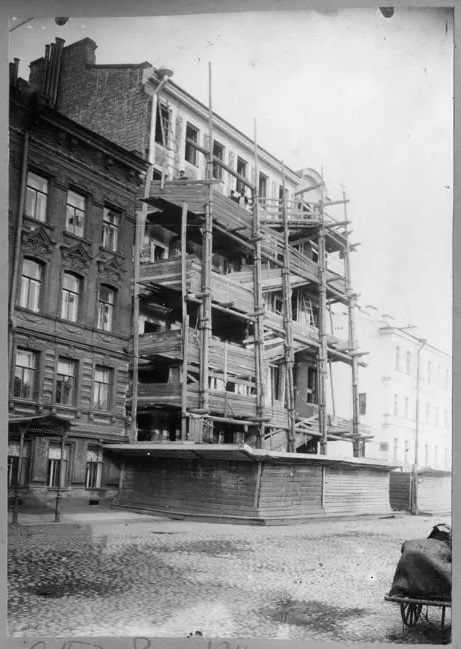
Строительство доходного дома, Серпуховская, 32

Во второй половине XIX века вместе с ростом стоимости жилья многие раннее существовавшие особняки начали перестраивать и переоборудовать в доходные дома для сдачи отдельных квартир внаём. К концу XIX века в историческом центре Петербурга оставалось менее 1 % домов для личного пользования. Квартиры стали основным жильём и у высших кругов общества. Собственным жильём оставались особняки в центре или избы в городских окраинах. Хозяева деревянных малоэтажных построек также сдавали часть своих помещений беднякам. 98 % жилищного фонда составляли арендованные квартиры в доходных домах.

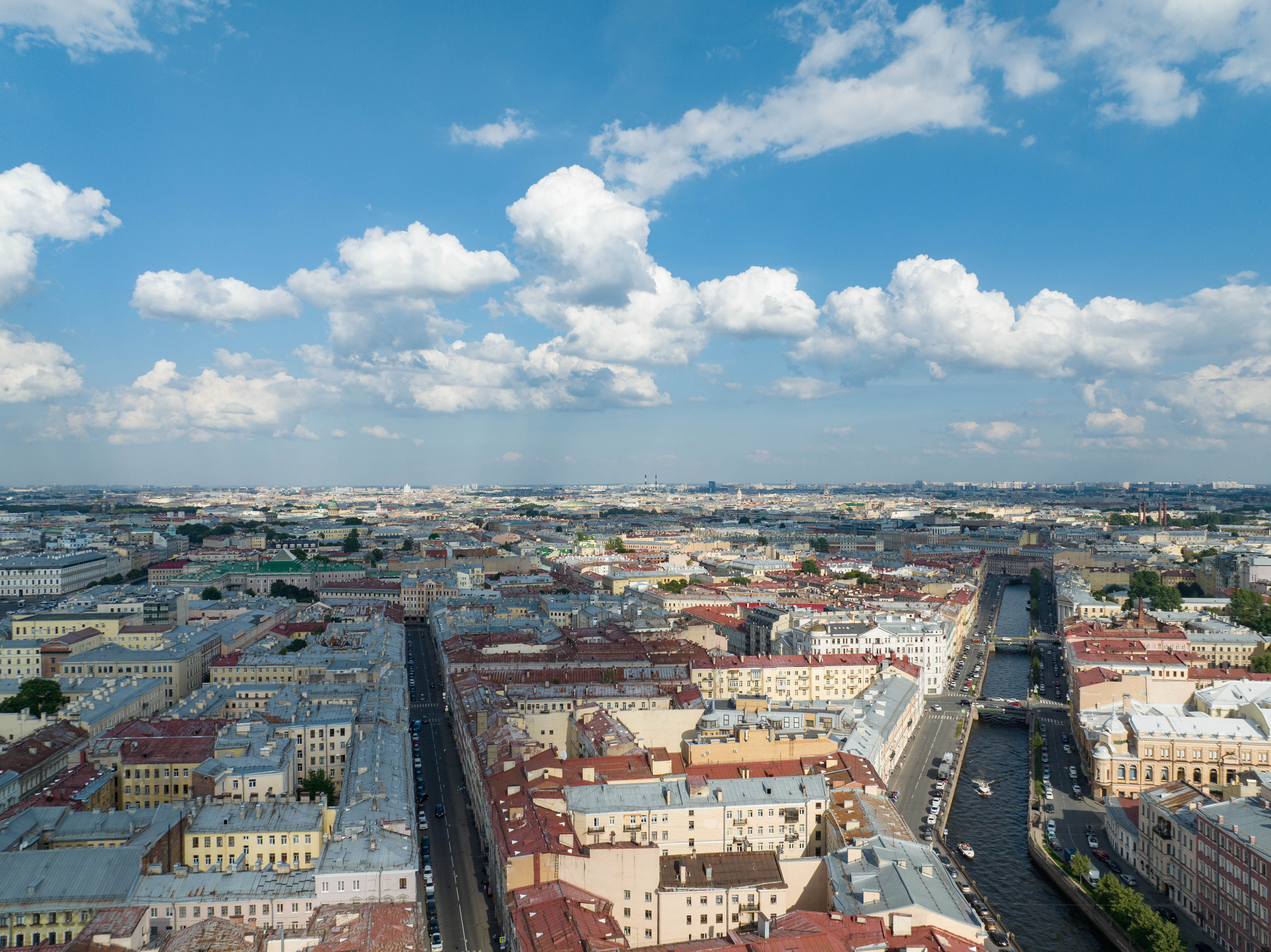
Доходные дома формируют архитектурную ткань исторического Петербурга

 Несмотря на строительный бум, прирост населения превышал скорость строительства, отчего цена на аренду помещений стремительно росла и площадь квартир уменьшалась. Цена на квартиры достигали неадекватно завышенных показателей. Многие привыкшие к комфорту жильцы были вынуждены переселяться в меньшие квартиры. На рубеже XIX и XX веков в Петербурге нарастал жилищный кризис. Дороговизна аренды приводила к чрезмерной переполненности квартир Из-за этого многие доходные дома превращались в рассадники эпидемий. Стоимость квадратного метра в бедных квартирах для угловых жильцов превышала в два раза стоимость квадратного метра в барских квартирах.
В 1900 году в Санкт-Петербурге в доходных домах имелось 128934 квартир. Доходный дом высотой в пять и выше этажей стал основным видом городской застройки в начале XX века. Около 20 % квартир использовались, как ремесленные цехи и торговые заведения, или 15 тысяч квартир из 115 тысяч в 1890 году. Если в 1848 году доходные дома обеспечивали 40 % городского дохода, в 1873 году — 32 % и в 1893 — 24 %, в процентном соотношении доля от дохода сокращалась, но в абсолютном значении постоянно росла. Налоги с доходных домов в Петербурге составляли примерно четверть от квартирного налога во всей Российской империи.
Отношение к доходным домам было неоднозначное, городские обыватели относились к ним положительно, видя в них признак прогресса. Интеллигенция видела в доходных домах признак упадка и бесчеловечности. Доходные дома стали важной частью городской культуры, они становятся основными местами действия во многих романах, например Преступлении и наказании.

### После революции
После революции возведение доходных домов прекратилось. Существовавшие доходные дома были переоборудованы под коммунальное жильё. Комнаты в барских квартирах часто делились перегородками на несколько комнат. На протяжении всего советского периода шло обветшание жилищного фонда бывших доходных домов, квартиры и коммуналки в бывших доходных домах считались наименее комфортным жильём в позднем Ленинграде и Петербурге. Многие бывшие доходные дома были надстроены. После распада СССР жители в бывших доходных домах стали владельцами жилья, многие помещения были приспособлены под частные квартиры. Во многих бывших доходных домах открыли офисы, банки, магазины и другие общественные заведения. Многие доходные дома по состоянию на начало XXI века находятся в плохом и разрушающемся состоянии. Хотя в Петербурге больше не возводятся доходные дома, появляются их итерации — апартаменты.

## Архитектура фасадов
Угодно вот вам пять аршин греческого классицизма, а нет — вот три с четвертью итальянского «ренессанса». Нет, не годится? Ну так хорошо же: вот, извольте, остаточек первейшего сорта «рококо Луи Кенз», а не то — хорошенький ломтик романского, шесть золотничков «готики», а то — вот целый пуд «русского».
— Владимир Стасов
Все доходные дома, созданные до последней трети XIX века штукатурились. На рубеже XIX и XX веков для доходных домов была свойственна особая роскошность фасада, было это вызвано высокой конкуренцией между домовладельцами, так как красивый фасад позволял сдавать квартиры по завышенным ценам. В Петербурге наращивалась индустрия дешёвой роскоши. Пример фешенебельного и образцового доходного дома — дом Лидваля на Каменноостровском, 1-3. Вместе с появлением лифтов к концу XIX века и вместе с этим с ростом престижности верхних этажей, в новых доходных домах начали особенно роскошно оформлять верхние этажи.
Почти все доходные дома строились из кирпича, почти все деревянные доходные дома были уничтожены в годы гражданской войны и затем блокады. В настоящее время в Петербурге сохранились единицы деревянных доходных домов, например дом на 5 линии Василеостровского острова, 58.

### Классицизм

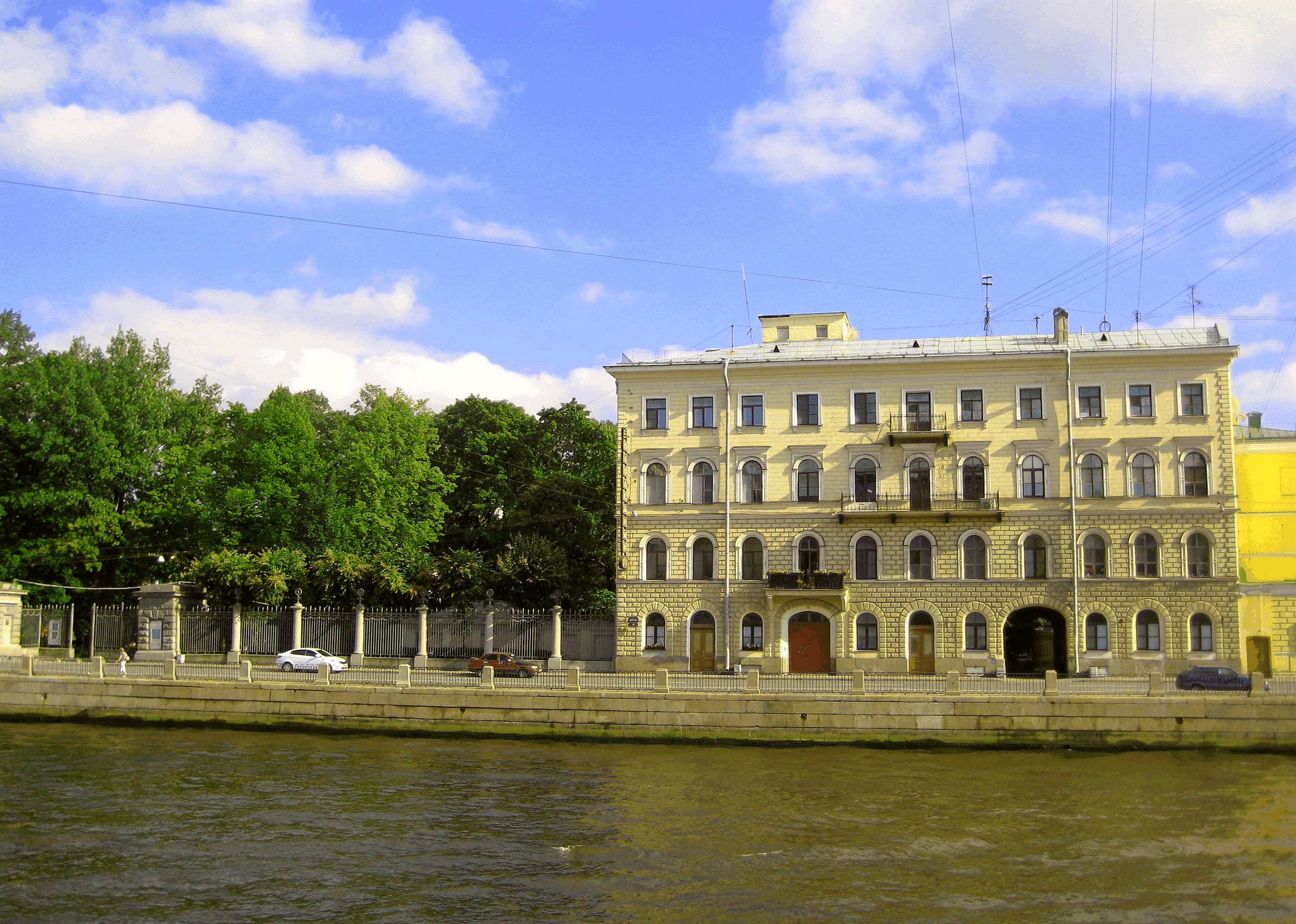
Доходный дом, построенный в середине XIX века, наб. Фонтанки 116

Первые доходные дома были выдержаны в стиле классицизма, украшались пилястрами, колоннами, фронтонами, наличниками и многоколонными портиками. Такие здания мало чем отличались от казённых зданий, казарм и особняков. Пример такого доходного дома — Дом Косиковского на Большой морской Улице 14, построенный в 1814—1817 годах (здание было снесено к 1876 году). В тот период ещё не сформировалась особая архитектурная форма для доходных домов. Симметрия с подчёркнутым центром была типична для классицистских зданий, но была бессмысленна для доходных домов. Доходные дома, как и многие здания в Петербурге, были «полутораэтажными» — с центральной надстройкой над основным, первым этажом — мезонином, полуэтажом также называли горницу. Многоэтажные дома оставались редкими образцами и были только в самом центре города.

Уже в 1830-е года новые доходные дома стремились строить более практичными и экономичными. Фасады в таких домах оформлялись предельно просто. Многие доходные дома можно было узнать по предельной простоте их фасадов и высокой этажности в сравнении с окружающей постройкой. Современники, вроде Кукольника отмечали, что облик городских улиц начали формировать высокие здания в четыре этажа скучного и невзрачного вида, нарастала усталость от архитектурного классицизма.
|                                                                                                |  |  |  |  |
| Дом Адамини, Дом Е. А. Брюна, Дом Раскольникова, Дом Леонтьевых, Доходный дом С. Г. Раменского |  |  |  |  |

### Романтика и эклектика
В 1840-х года на фоне роста популярности романтизма, в новых доходных домах всё чаще начал применяться псевдоисторический стиль в оформлении фасадов. Романтизм и эклектика оставались крайне популярными художественными стилями доходных домов, самые распространённые течения романтики — неоренессанс, необарокко, стиль Людовика XVI, неоготика, русский стиль, неоклассицизм, присутствовали более экзотические формы романтики, вроде египетского стиля (Захарьевская 23), мавританского (дом Мурузи на Литейном, 24), неопетровского (Фурштатская, 62).

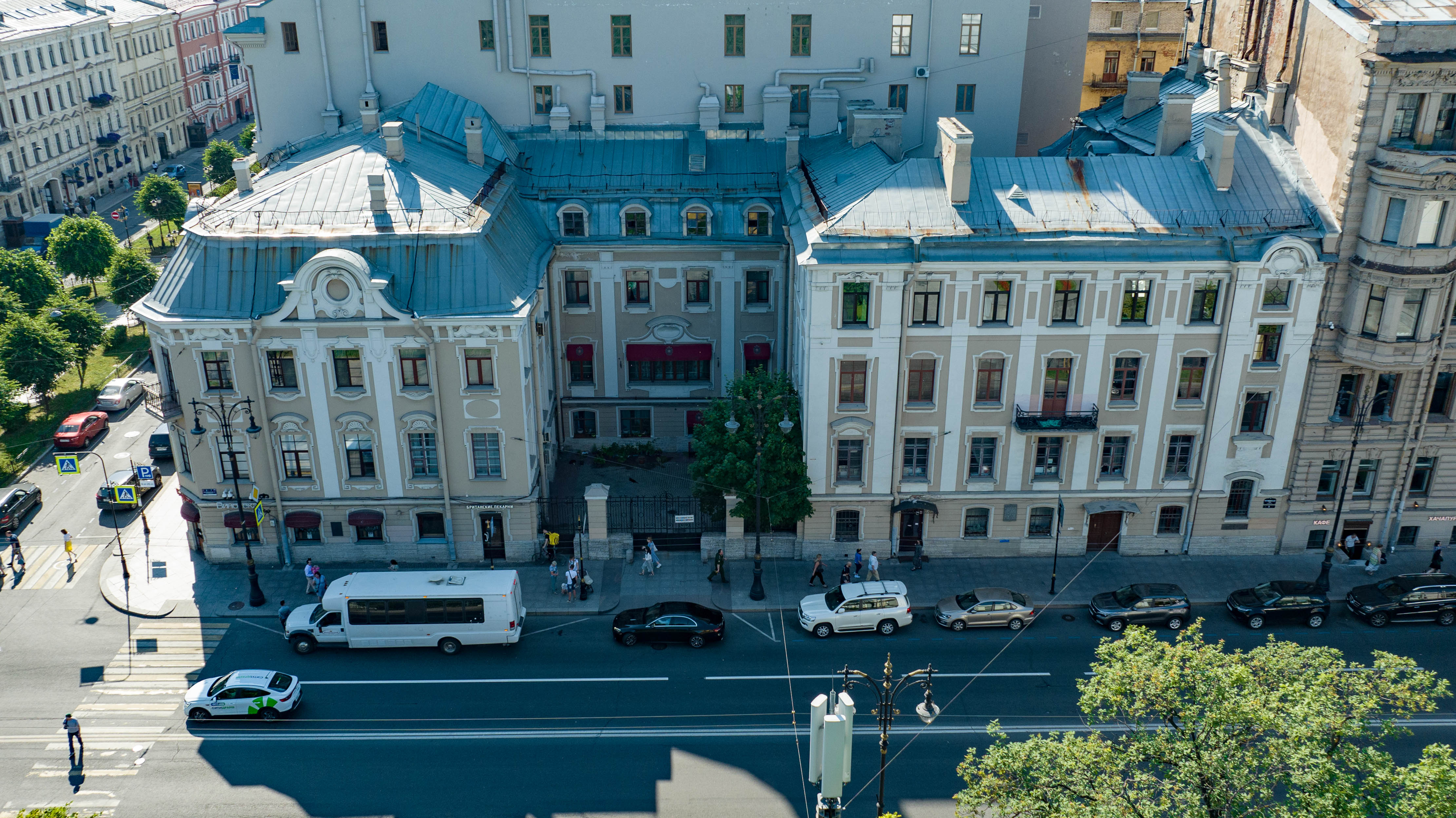
Доходный дом с курдонером на Фурштатской, 62,, построенный в неопетровском стиле

Во второй половине XIX века доходные дома чаще всего возводились в стиле неоренессанса, вдохновлённого итальянским ренессансом XV—XVI веков. Любовь к этому направлению объяснялась большим разнообразием в художественном направлении фасадов при невысокой стоимости. Поэтажная система ордеров, типичная для этого стиля предельно упрощалась, пилястры заменялись простыми лопатками, как это было сделано например на доме Миллионной, 1 или набережной канала Грибоедова, 17. Особенно много доходных домов в стиле безордерного неоренессанса было построено в 1840-е годы. Здания в стиле неоренессанс в начале XX века выделялись роскошными и объёмными фасадами, например дом на Большом пр. 77 или на Каменноостровском, 65.
В 1870-е года самым популярным архитектурным оформлением в доходных домах стал стиль Людовика XVI, совмещавший мотивы из раннего классицизма и французского барокко 1750-х — 1770-х годов. Такие дома окрашивали в нежные пастельные тона. Для них был типичен безордерный вариант архитектурного стиля и применение типичных для раннего классицизма архитектурных элементов — наличников, тяги, карнизов, рустованных лопаток. Многочисленные и однотипные детали отделки штамповались в гипсовых отливках. Характерные примеры таких доходных домов — на Большой морской, 26, Миллионной, 23.
При использовании архитектурного направления необарокко архитекторы вдохновлялись елизаветинским барокко середины XVIII века. Такие немногочисленные доходные дома были фешенебельными. Пример доходного дома в этом стиле — дом на улице Чайковского, 10. Заметно больше доходных домов в этом стиле было построено в начале XX века. В период царствования Александра III и моды на «русскость», в Петербурге начали появляться доходные дома в неорусском стиле по мотивам средневекового московского зодчества XVI—XVII веков и народного прикладного искусства. Примеры таких домов — на Фурштатской, 20 и 11, дом-пряник на Колокольной 11. Популярная в XIX веке неоготика в основном применялась в усадебном и дачном строительстве, доходные дома в этом стиле строились в начале XX века, например на набережной Мойки, 112 или дом на Каменоостровском пр. 35/37.

Многие фасады доходных домов совмещали разные архитектурные стили или применяли оригинальные архитектурные элементы, такую архитектуру прозвали эклектикой, впервые она была упомянута ещё в 1837 году. Характерный пример такого здания — доходный дом на улице Чайковского, 63 или дома на Фурштатской, 15 и 25.
|                                                                                 |  |  |  |  |
| Дом Мурузи, Дом Н. П. Басина, Колобовский дом, Дом К.А. Шрейбера, Дом с башнями |  |  |  |  |

### Кирпичный стиль

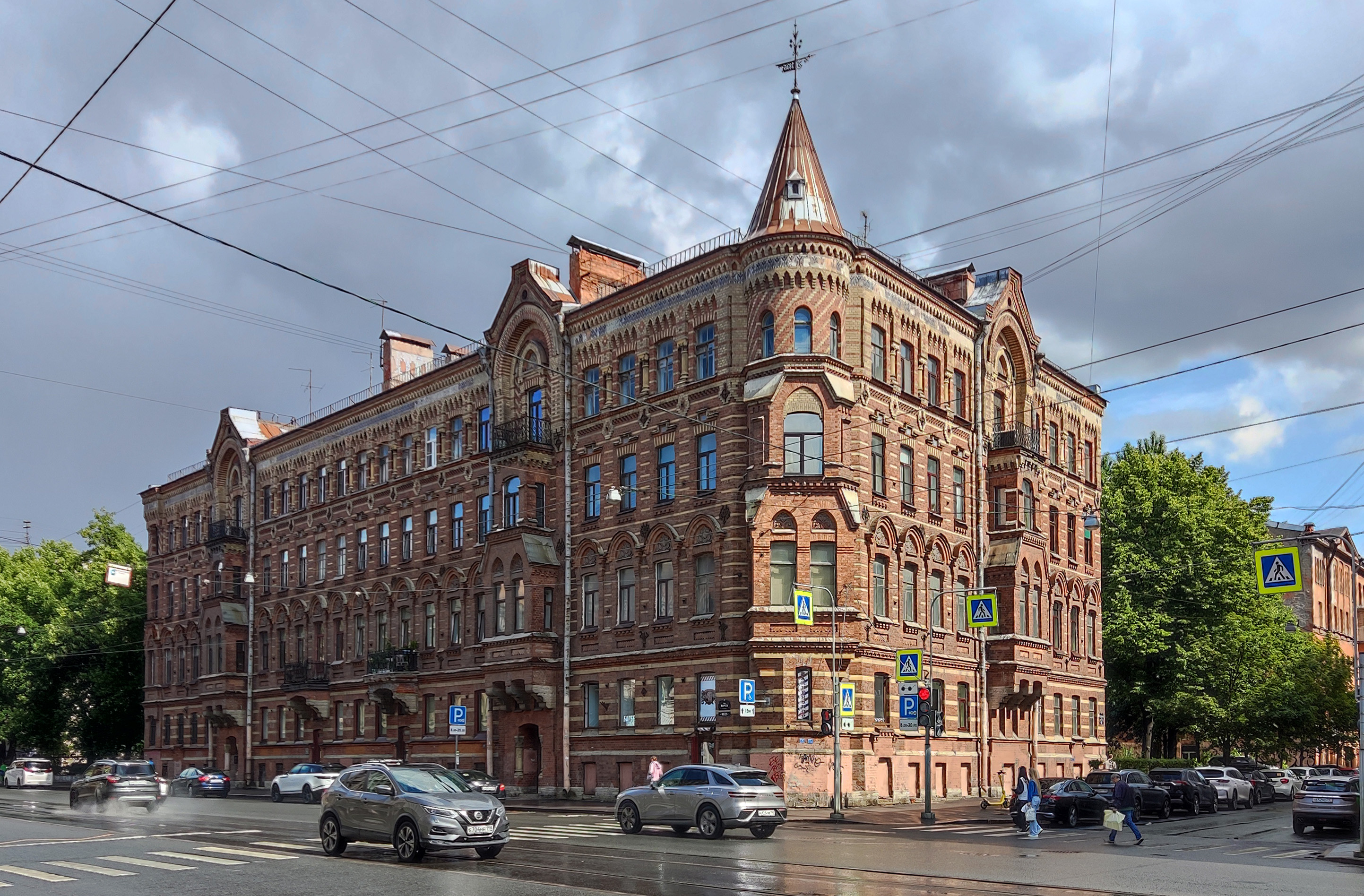
Доходный дом на ул. Марата, 66 в кирпичном и неорусском стиле

Кирпичный стиль в строительстве доходных домов сформировался в последней четверти XIX века, как стремление к рациональному способу отделки фасадов. Главная особенность кирпичного стиля — отсутствие штукатурки, которой покрывались почти все кирпичные здания в Петербурге. При влажном климате штукатурка быстро портилась и требовала ремонта, поэтому возведение таких домов имело практичную цель. Фасады в таких зданиях украшались с помощью кирпича, терракоты или натурального камня. 
В основном в этом стиле строились промышленные здания, но к концу XIX века в Петербурге начало появляться всё больше таких доходных домов, они могли строиться в разном стиле, в том числе романтизме или эклектики. Для кирпичных домов раннего поколения была свойственна рациональность, более поздние постройки становились всё более нарядными в оформлении, их фасады облицовывались качественным полихромным кирпичом, изразцами и цветной керамической плиткой, что придавало зданиям яркий и оригинальный вид. Яркие примеры доходных домов в кирпичном стиле — дом на Васильевском острове, 2-й линии, 9, дом на набережной Мойки, 112, дом на углу Московского проспекта и Фонтанки, 16/110, дом на канале Грибоедова, 132, дом на Английском пр, 39.

### Модерн и северный модерн

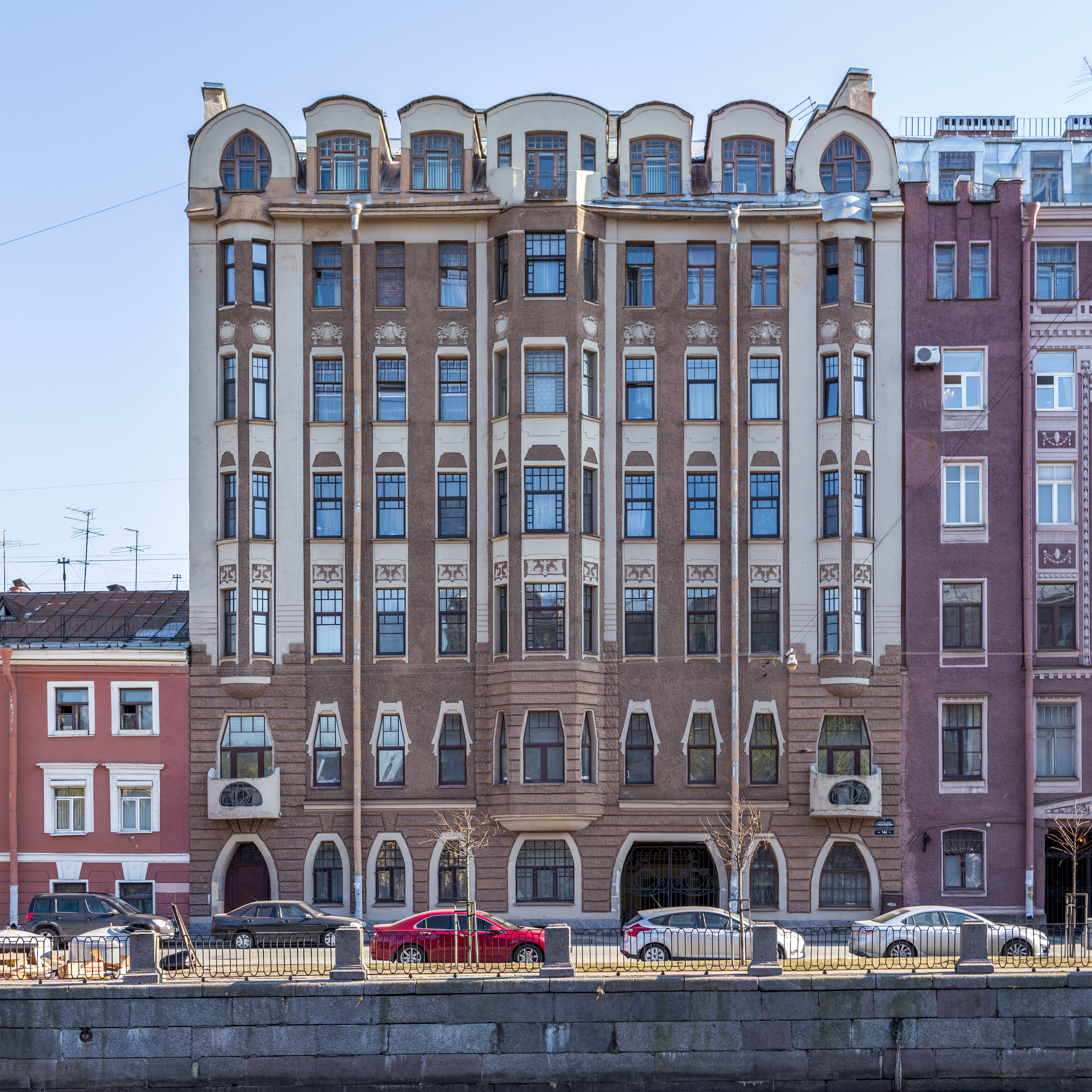
Доходный дом в стиле Модерн на канале Грибоедова, 144

Модерн и северный модерн получили в архитектуре доходных домов наибольшее распространение на рубеже XIX и XX веков. Для таких домов была свойственно стремление освободиться от излишеств и пестроты разностильного декора, свойственных эклектизму предыдущего периода историзма. Для таких зданий были типичны необычные формы оконных проёмов, балконы, террасы, для фасадного декора применялись изогнутые линии, перетекающие формы, растительные орнаменты, асимметрия, животные мотивы — совы, зайцы, медведи, лисицы. В доходных домах модерна обустраивали открытые и нарядные дворы.
Для северного модерна была типична выраженная строгость и лаконичность в оформлении фасадов. В облицовке использовался тёсанный, грубоколотый камень, гранит, цементная штукатурка, бороздчатая, зернистая или гладкая. Фасады также могли украшаться глянцевой керамической плиткой. Грубым камнем украшались как правило нижние этажи.
Больше всего доходных домов в таком стиле модерн было сосредоточено на Каменоостровском проспекте, после того, как он стал важной парадной магистралью после строительства Каменоостровского моста. Законодателем петербургского направления северного модерна стал Лидваль, построивший в этом стиле много доходных домов. Более 80 доходных домов модерна было также спроектировано Шаубом.

Характерные примеры доходных домов в стиле северного модерна — дома на Каменноостровском проспекте — 1 — 3, 61, Посадской улице, 5, 15, 17, 19, Конюшенной улице, 3, 19, Лесном проспекте, 20, Набережной Фонтанки, 52 — 54, Улице Рубинштейна, 15 — 17.
| |  |  |  |  |
| Доходный дом М. Н. Полежаева, Доходный дом Т. Н. Путиловой, Доходный дом Бадаевых, Доходный дом К. Х. Кельдаля, Доходный дом Л. Р. Шредер |  |  |  |  |

## Планировка

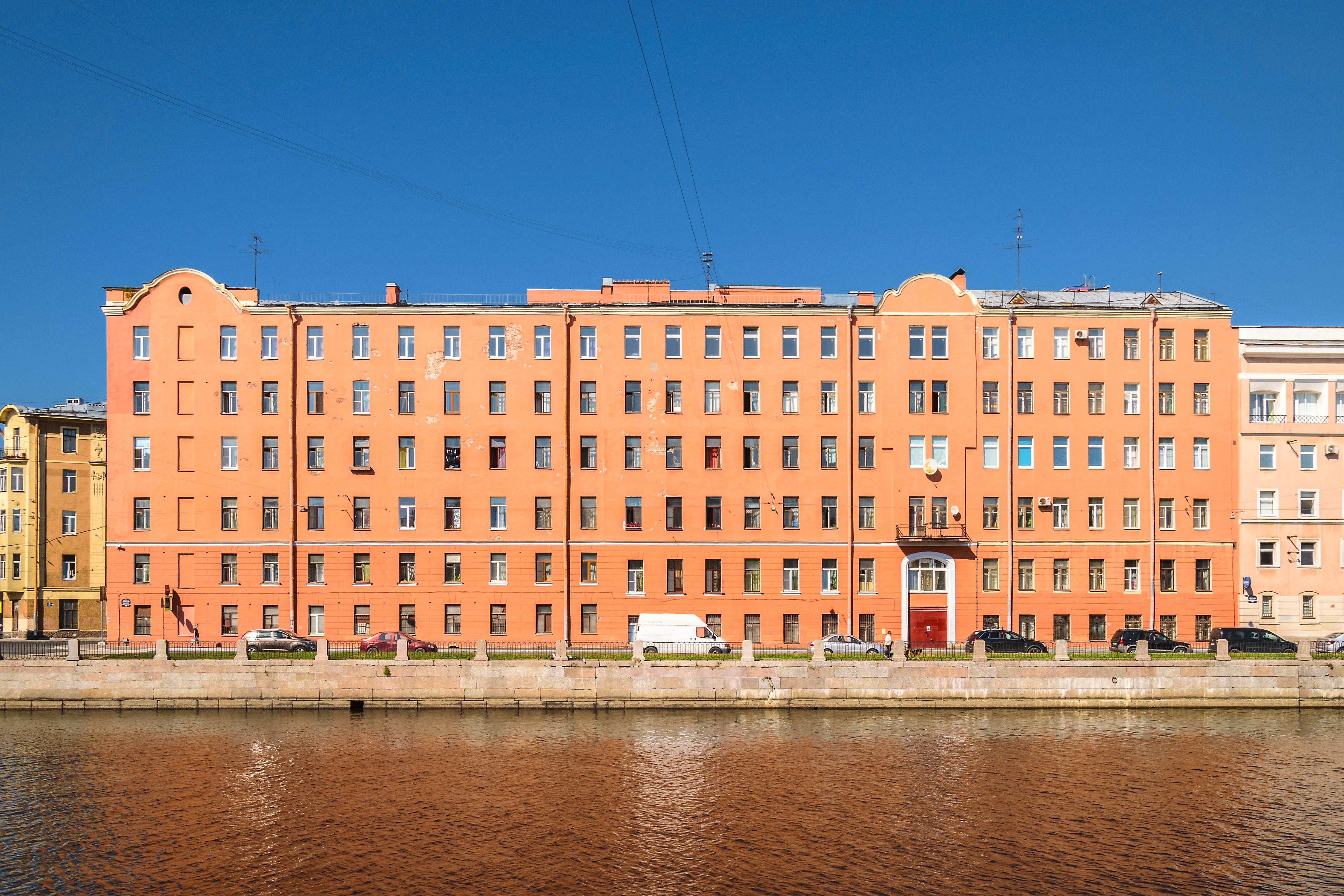
Пример крайнего упрощения фасада доходного дома

Та сторона доходного дома, что стояла вдоль улицы и украшалась красивым фасадом называлась парадным флигелем, в глубине территории строились дворовые флигеля, для которых были типичны однотипные плоские фасады с оттенками светлой охры. Между домами на разных участках не должно было быть зазоров, и доходные дома формировали длинную линию фасадов, такой способ постройки назывался голландским манером. В Петербурге строго соблюдалась высотность зданий. Ранние доходные дома, строившиеся с последней трети XVIII века до первой половины XIX века возводились вдоль улицы в размере участка. В таких домах парадные комнаты выходили на основную улицу, а окна личных помещений — во двор. Типичная высота квартиры в доходном доме — 6 аршин или 4,2 метра. Боковые стены доходных домов — брендмауэры строились из огнеупорного кирпича, не украшались, в них не устанавливались окна. Это защищало здание от распространения пожара и позволяло пристраивать вплотную друг другу здания на соседних участках. Многие доходные дома были изначально городскими особняками, которые переоборудовали для сдачи квартир. В такой ситуации хозяин особняка как правило оставлял для себя второй этаж, застраивал двор жилыми флигелями и часто надстраивал старое здание одним или двумя этажами.
Ранние доходные дома конца XVIII века строились с галереями по периметру двора, такая планировка использовалась в зданиях западной Европы. Писатель Дмитрий Григорьевич, описывал типичный для эпохи двухэтажный деревянный дом, выкрашенный в грязно-зелёный цвет и облепленный галереей с шаткими лестницами. Галереи не получили широкого распространения из-за холодного климата.
Особой архитектурной роскошью выделялись фасады доходных домов, построенных в начале XX века, в период максимально высоких цен на землю, для проектирования таких домов приглашались лучшие российские зодчие. Для этих доходных домов была также типична улучшенная и приближенная к современной планировка квартира.

### Планировка дворов

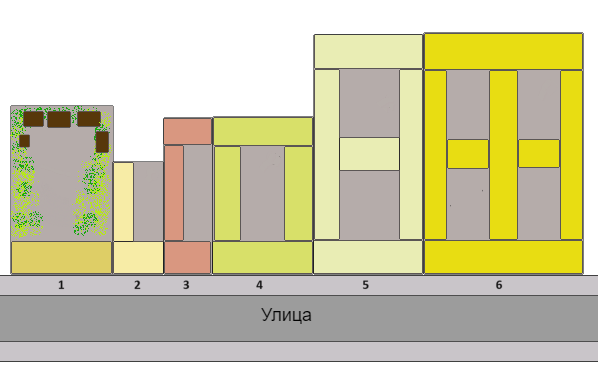
Типичная конфигурация дворов доходных домов в зависимости от размера участка, этот график демонстрирует лишь обобщающие типы дворов. Слева — дом с открытым двором и без внутренних флигелей, сзади стояли хозяйственные помещения. Такой тип двора был распространён в конце XVIII — начале XIX веков

При строительстве ранних доходных домов с последней трети XVIII до первой половины XIX веков сами здания было принято строить только вдоль улиц, дворовое помещение застраивалось хозяйственными постройками — дровяниками, где хранились дрова для отопления, конюшнями и сараями. К границам участка сараи выходили тыльной стороной, попасть к ним можно было только через вход со двора.
Во второй половине XIX века, вместе с ростом населения и роста плотности городской застройки, доходные дома массово застраивались с жилыми флигелями внутри двора. Так появились типичные узкие и тёмные дворы-колодцы. Правительство требовало в каждом участке строить как минимум один двор и регламентировало его допустимые размеры.
Если участки были маленькие и узкие, строили один или два боковых флигеля, на крупных участках строили перекрёстные флигели, образующие несколько отдельных дворов-колодцев. Необходимые сараи перемещались в середину двора или встраивались в нижние этажи корпусов. В подвале организовывали погреба, ледники, прачечные, на первом этаже — каретные сараи.
Через проходные дворы можно было пересекать городские кварталы. Дворы по своей конфигурации были прямоугольные, квадратные, трапециевидные, многогранные или овальные в доходных домах эпохи модерна. Внутренние дворы с 1857 года дозволялось создавать с площадью не менее 135 квадратных метров, расстояние между флигелями должно было быть как минимум 6,4 метра, если одна из стен была без окон и 12,8 метров, если обе стены были с окнами. Каждый двор должен был сообщаться с улицей и другими дворами, проезды требовалось создавать в ширину не менее трёх метров. Помимо дворов при доходных домах создавали световые дворики — маленькие дворы-колодцы, часто без входа с площадью не менее 5 квадратных метров, чтобы впускать свет в хозяйственный помещения — кухни, коридоры, отхожие места и чуланы. Световые дворики размещали в углах домовладений, на месте схождения перпендикулярных флигелей.
Чтобы удлинить парадную часть фасада и построить больше дорогих квартир с видом на улицу, некоторые доходные дома создавались с курдонерами — открытыми в сторону улицы дворами. Особенно много таких зданий было построено на рубеже XIX и XX веков.
|                           |  |  |  |  |
| Дворы-колодцы разных форм |  |  |  |  |

### Планировка помещений
До середины XIX века самой популярной оставалась анфиладная планировка помещений, то есть со сквозным проходом через комнаты без коридоров. Квартиры в уличных корпусах зданий, то есть корпусов напротив улицы всегда были двухсторонними с выходом окон на улицу и во внутренний двор. Квартира имела две параллельные анфилады комнат, ближе к двору располагались жилые анфилады, к улице — парадные. Такие квартиры высоко ценились, так как половина окон выходила на престижную часть фасада и такие квартиры хорошо проветривались. Квартиры в дворовых флигелях чаще всего состояли из одной анфилады с выходом окон во внутренний двор. В начале анфилады располагались парадные комнаты, далее — жилые и в конце была кухня с хозяйственными помещениями и с выходом на чёрную лестницу.

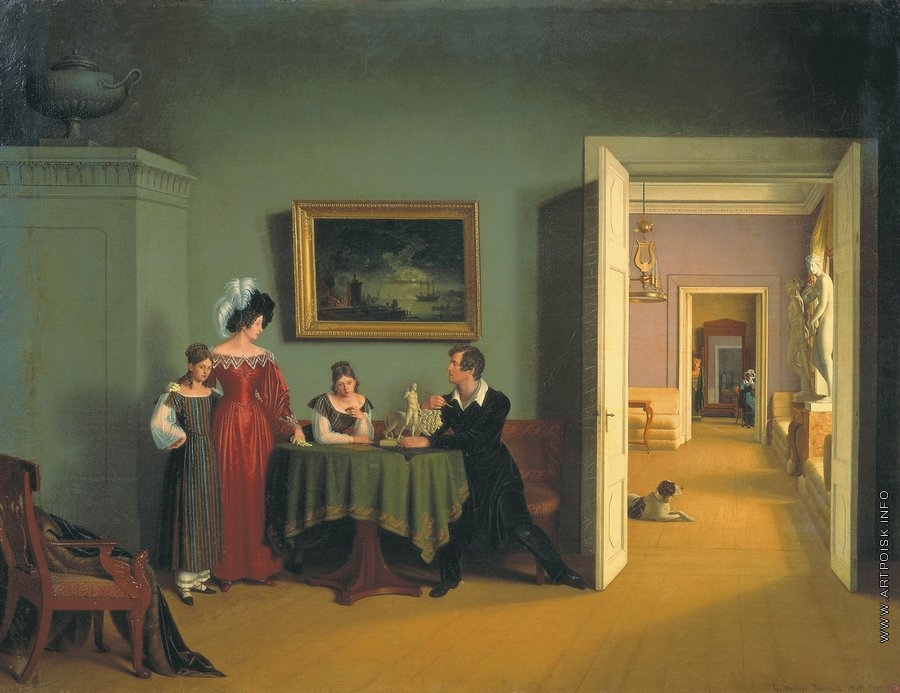
Помещение с анфиладной планировкой, то есть проходом через комнаты, 1830-е годы

С 1860-х годов анфиладная планировка заменилась смешанной, анфиладно-коридорной, когда линия анфилад сбоку объединялись с длинным коридором. Изначально коридоры создавались для прислуги. В квартирах уличных корпусов коридоры строились посередине между двумя анфиладами, в дворовых — со стороны брандмауэра. Хотя изначально коридоры предназначались для прислуги, они быстро полюбились жильцами, так как в таких квартирах было гораздо легче обеспечить себя личным пространством. В итоге коридоры стали основным местом перемещения у многих жильцов, анфиладные двери между комнатами переставали использоваться, запирались и со временем прятались за обоями. С 1880-х годов в доходных домах уже в основном строились квартиры коридорного типа с изолированными комнатами. Коридорно-анфиладная планировка к началу XX века продолжала использоваться только в богатых, «барских» квартирах, в её парадных комнатах, не предназначенных для бытовой жизни.

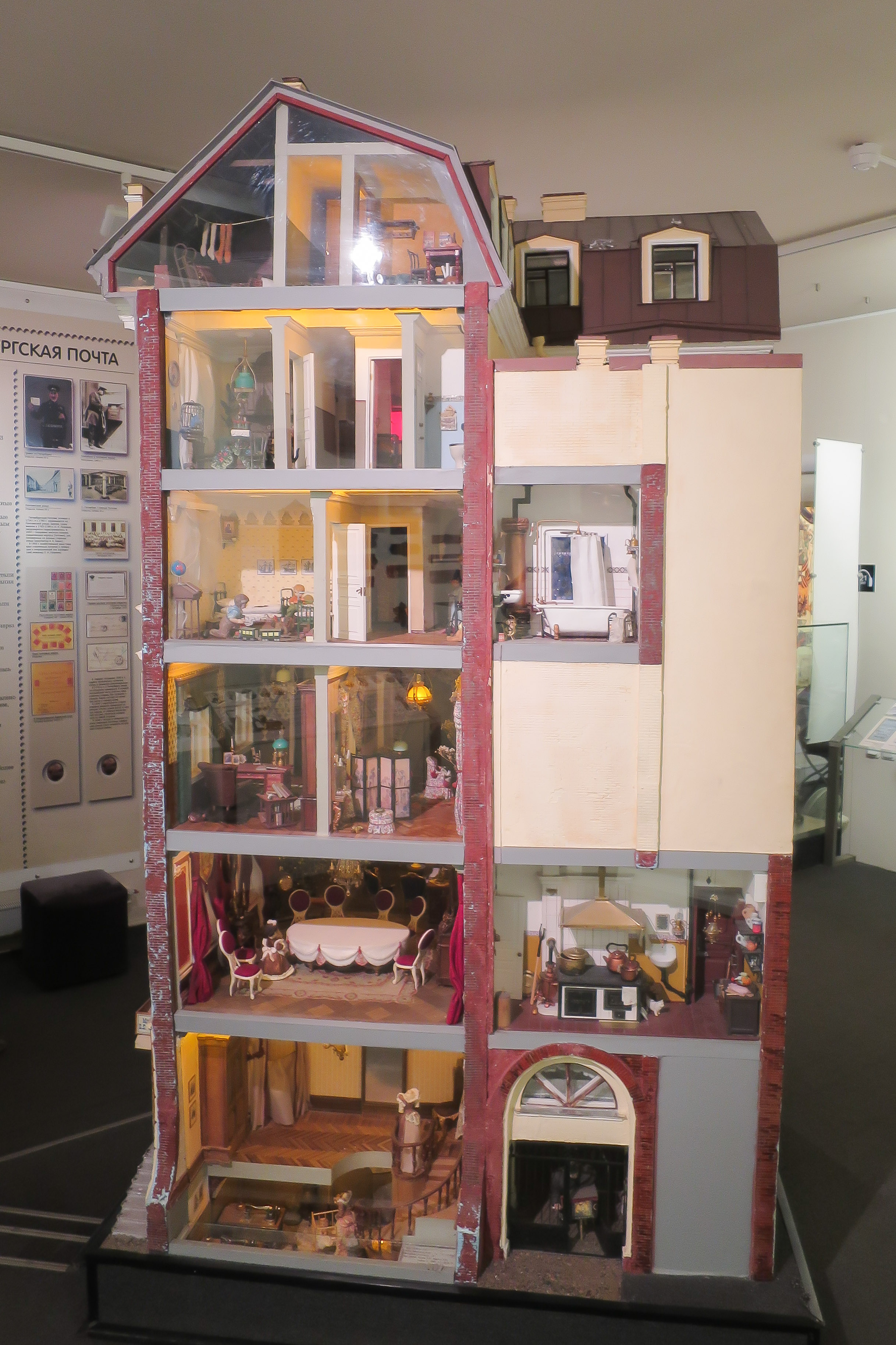
Макет доходного дома в разрезе в Музее истории Санкт-Петербурга

До середины XIX века квартиры в доходных домах имели свободную планировку, то есть строилась одна длинная анфиладная квартира с двумя противоположными входами — парадным и чёрным. Такую квартиру можно было оборудовать в две квартиры, как правило сторона с парадным входом была дороже и ей отдавалось больше комнат. С отсутствием водопровода кухни можно было оборудовать в любой комнате. В середине XIX века начал распространяться водопровод, также в помещениях начали строить туалеты, соединённые трубой с выгребной ямой. Возникла необходимость в квартирах с секционной планировкой, туалеты и кухни требовалось размещать друг над другом. Многие квартиры со свободной планировкой по мере распространения водопровода и канализации в итоге переделывались в секционные. В барских квартирах обязательно сохранялось два входа — парадный и чёрный.
В начале XX века строили квартиры для бедных горожан, совмещавшие крайнюю экономию пространства и инновационность, такие квартиры в планировке были похожи на современные квартиры-студии. Они появлялись в кварталах массовой застройки на средства акционерных сообществ и представляли собой жилищно-бытовые комплексы. При квартирах строились магазины, столовые, амбулатории, детские комнаты. Средний размер комнаты составлял 11 кв. метров, высота в таких квартирах понижалась до 2,8 метров. В таких домах создавалось общедомовое центральное отопление, совмещённые санузлы, кухонные ниши, канализация, устанавливалась встроенная мебель, в таких доходных домах не строили чёрные лестницы. Квартиры подобного типа не получили массового распространения, но послужили прообразом для советского жилья, особенно в хрущёвский период.
Для артелей сезонных рабочих и крестьян оборудовали подвальные многокомнатные квартиры с чёрным входом, последнюю комнату с парадным выходом занимал швейцар. Помещения для бедных и крестьян сдавались в деревянных домах, представлявших как правило перегороженные небольшие помещения, во многих избах внутреннее пространство делилось на две части с двумя выходами, в одном их которых жили хозяева. Имелись также дома-крестовики с четырьмя объединёнными срубами площадью до 600 квадратных метров, в каждом срубе можно было оборудовать до 16 комнат с лёгкими перегородками. Деревянные дома сохранялись в основном в предместьях и окраинных районах.
В современный период планировка многих квартир в доходных домах претерпела значительные изменения, чаще всего квартиры с двумя выходами в парадный и чёрный ходы дробились на две отдельные квартиры, многие комнаты были разделены перегородками на несколько комнат, изначально жилые комнаты были переоборудованы в кухни или санузлы или были замурованы анфиладные двери с переходом из одной комнаты в другую. Вопреки распространённому мнению, массовое переоборудование комнат практиковалось и до появления коммунальных квартир.

### Размеры домов и квартир
До середины XIX века в основном дома, где сдавали отдельные помещения были малоэтажными и деревянными. Двух и трёхэтажные каменные дома располагались только в самом центре города. Только начиная с последней трети XIX века стремительно повышались размеры и этажность доходных домов. В конце XIX века 40 % доходных домов были двухэтажными, c 6—20 квартирами, около 25 % — одноэтажными с 1—5 квартирами, более 20 % — трёхэтажными с 21—50 квартирами и 10 % — четырёхэтажными с более 50 квартирами. Доходных домов последней категории в Петербурге было 375.

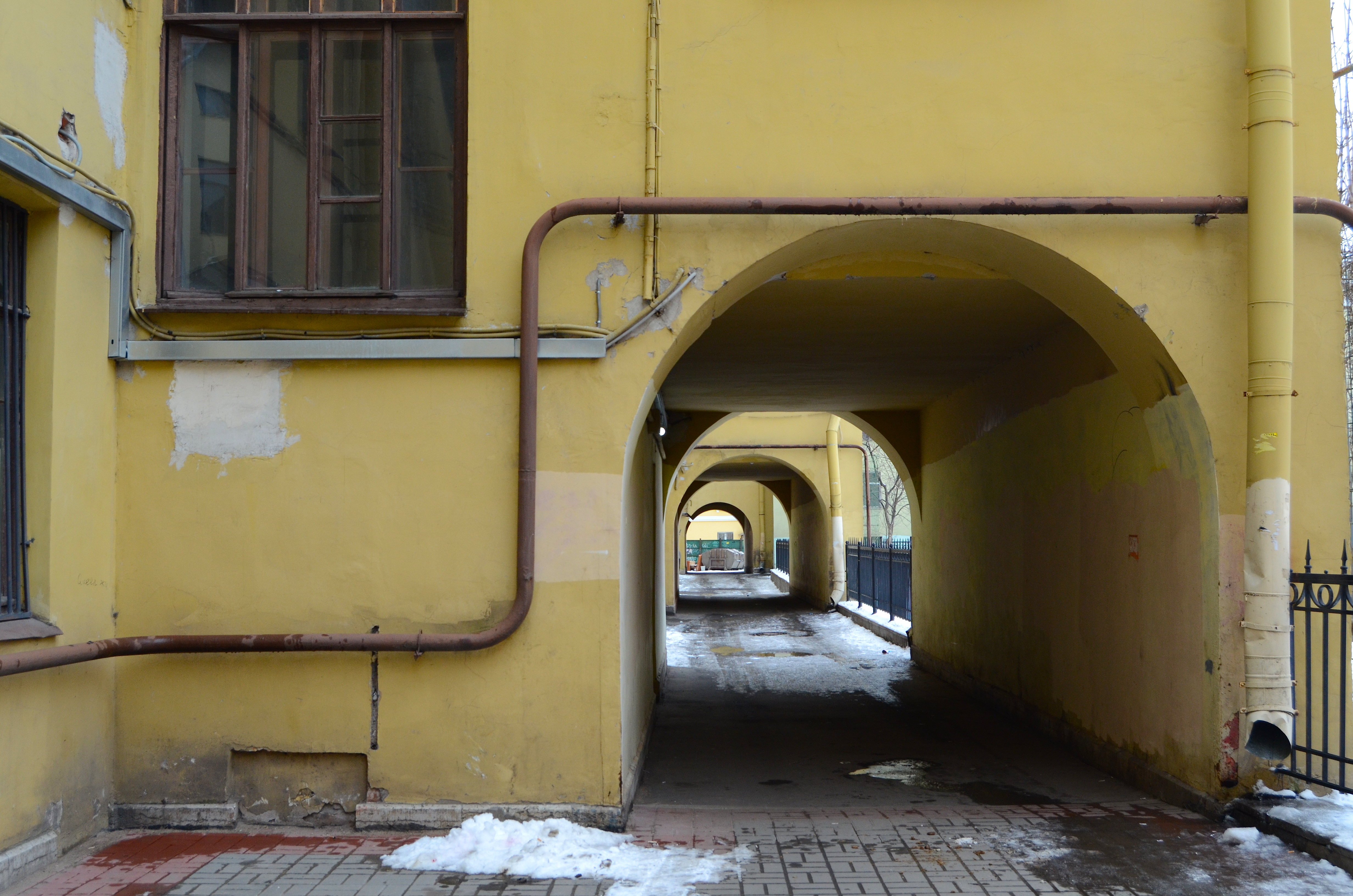
Проходы между во дворами

В результате массового строительства и уплотнения в центре города в начале XX века, к 1917 году средняя этажность доходного дома составляла уже 4,3 этажа, было построено множество домов в 5—7 этажей. Основная доля многонаселённых и многоэтажных доходных домов была сосредоточена на Спасской, Казанской, Московской, Литейной, Адмиралтейской частях. Самый распространённый тип доходного дома имел от 20 до 50 квартир.
Половина жилого фонда составляли 1—2-комнатные квартиры, больше всего таких квартир было сосредоточено на окраинных участках, после них самыми распространёнными были 3—5-комнатные квартиры — примерно 40 % от жилого фонда, в основном они были сосредоточены в центральных районах, на окраинах таких квартир было меньше. Примерно 10 % жилого фонда составляли квартиры с 6 и более комнатами или барские квартиры для богатых жильцов и были они сосредоточены в основном в городском центре.
Парадные комнаты в одной и той же квартире были в 2—3 раза крупнее личных комнат. Со второй половины XIX века площадь комнат уменьшалась, особенно этот процесс ускорился в начале XX века. Уменьшающиеся комнаты приобретали более вытянутую форму. Средний размер жилых комнат составлял 12—16 квадратных метров. Высота потолков составляла 3,54 метра согласно гигиеническим нормам. В подвалах и мансардах минимальная высота составляла 2,8 метров, в антресольных помещениях — от 2,1 метров, в барских квартирах высота потолка составляла до 5,3 метров. Комнаты площадью 30—40 квадратных метров были редкостью и встречались в барских квартирах.

## Квартиры

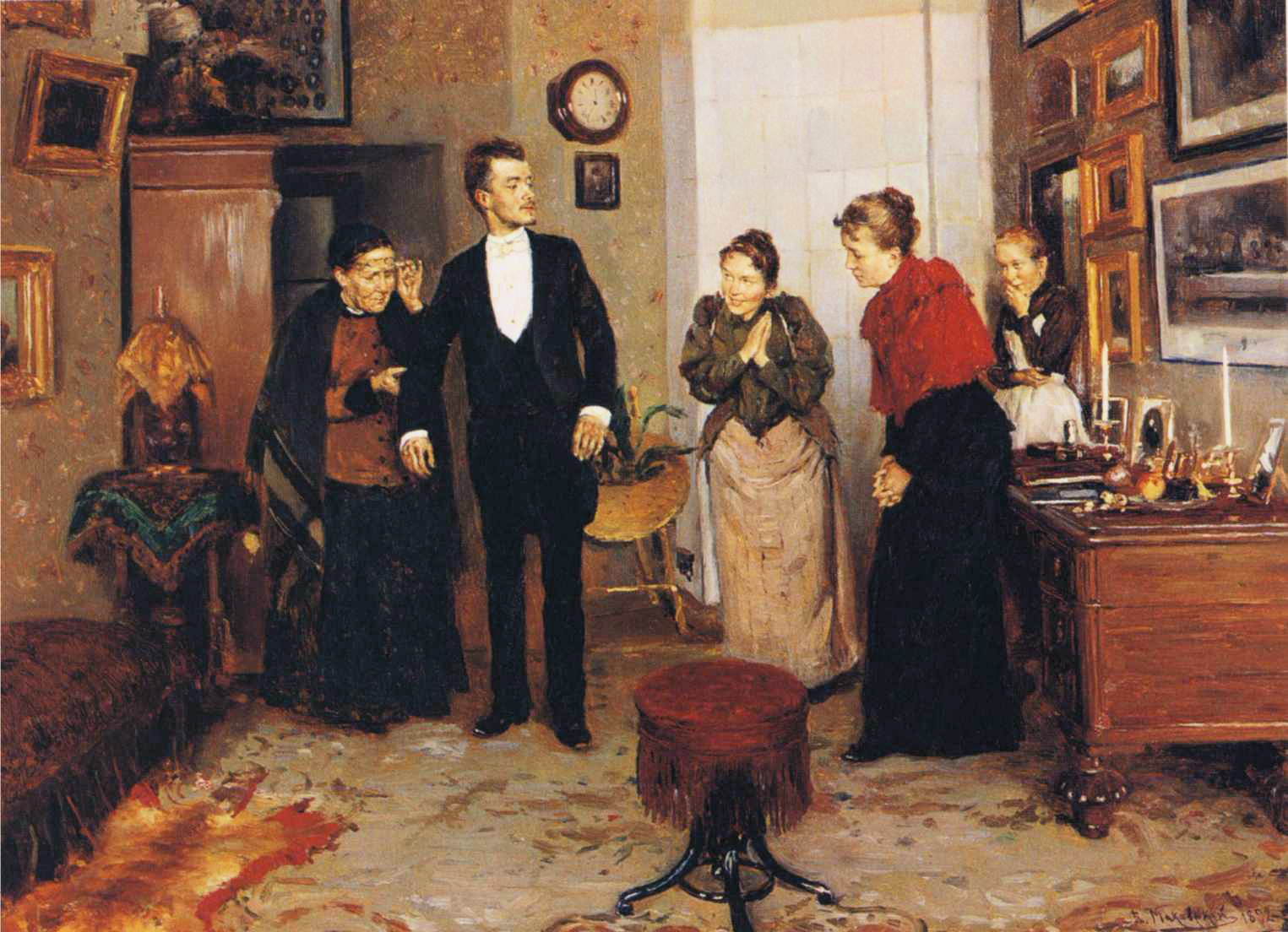
Маковский, «Первый фрак». Картина изображает типичную зажиточную квартиру.

Доходные дома строились с иерархичной планировкой. На первых этажах часто располагались модные рестораны, ателье или салоны. Богатые квартиры располагались вдоль наружных фасадов, во внутренних дворах селились разночинцы, чем выше располагалась квартира, тем скромнее она была и предназначалась для людей низших сословий. На протяжении XIX века самыми престижными считались квартиры с видом на улицу на втором этаже, которые населяли банкиры, чиновники и купцы. Второй этаж также назывался «бэльетажём», от фр. Belle — прекрасный. В начале XX века, вместе с уплотнением застройки, появления лифтов и этажности доходных домов, элитные квартиры перемещались на 3 и 4, 5 и 6 этажи, вторые этажи занимали конторские служащие. Престижность второго этажа упала в том числе и из-за более плотного трафика на улицах, от чего они становились источником шумов, пыли и неприятных запахов. Городская беднота и ремесленники селились в (полу)подвалах, на чердаках — студенты и мелкие чиновники.
При выборе квартиры не было принято рассматривать её общую площадь, а количество «чистых» комнат. Под чистыми понимались все жилые комнаты кроме кухни, прихожей, ванной и туалета. Типичная квартира в доходном доме для людей выше среднего достатка с несколькими комнатами имела два входа — с парадной и чёрной лестниц. Во многих более старых квартирах имелась анфиладная планировка, петербуржцы привыкли к анфиладам и не испытывали явных неудобств в проходных комнатах. Многие квартиры в доходных домах были «бесплатными», то есть с которых домовладелец не получал налоги, это было собственно помещение домовладельца, квартиры его родственников и детей, домовой прислуги и иногда квартиры, отданные на нужды благотворительной деятельности.
Многие доходные дома строились наспех с нарушением просушки от чего многие квартиры были чрезвычайно сырыми, в них рассыпались стены и рос грибок. Так как дворы и чёрные лестницы выступали главными источниками миазм и дурных запахов, квартиры с окнами во дворе не проветривали и спёртый запах в помещениях был обычным явлением.

### Барские квартиры

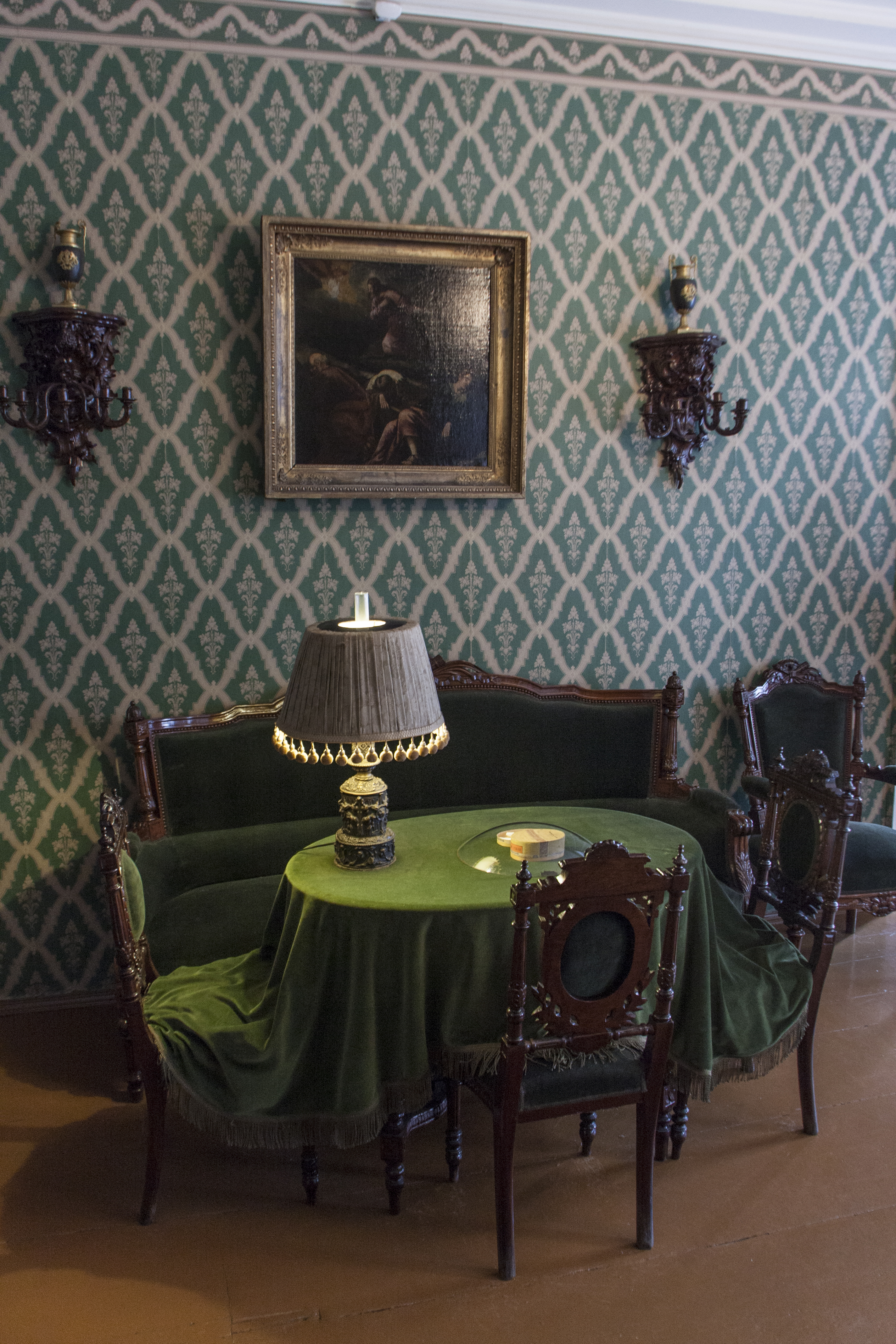
Столовая и гостиная в квартире Достоевского

Барскими назывались самые фешенебельные и крупные квартиры в доходных домах с 6 и более комнатами. Они традиционно размещались на бельэтаже. Барские квартиры могли занимать целый этаж. Когда в последней четверти XIX века всё большее распространение получили лифты, это повысило престижность верхних этажей. В поздних доходных домах верхние этажи застраивались под роскошные квартиры. Барские квартиры лучше всего описаны в литературе и засвидетельствованы на изображениях и фотографиях. Несколько таких квартир в почти неизменном виде сохранилось до наших дней и они способствуют формированию мифа о том, что все петербуржцы в прошлом жили в роскошных квартирах. Размер барской квартиры диктовался скорее престижем, а не удобством, значительная часть барских квартир состояла из холодных парадных помещений, бесполезных в быту. Хозяева дорогих квартир в оформлении помещения в роскоши стремились подражать царским покоям.

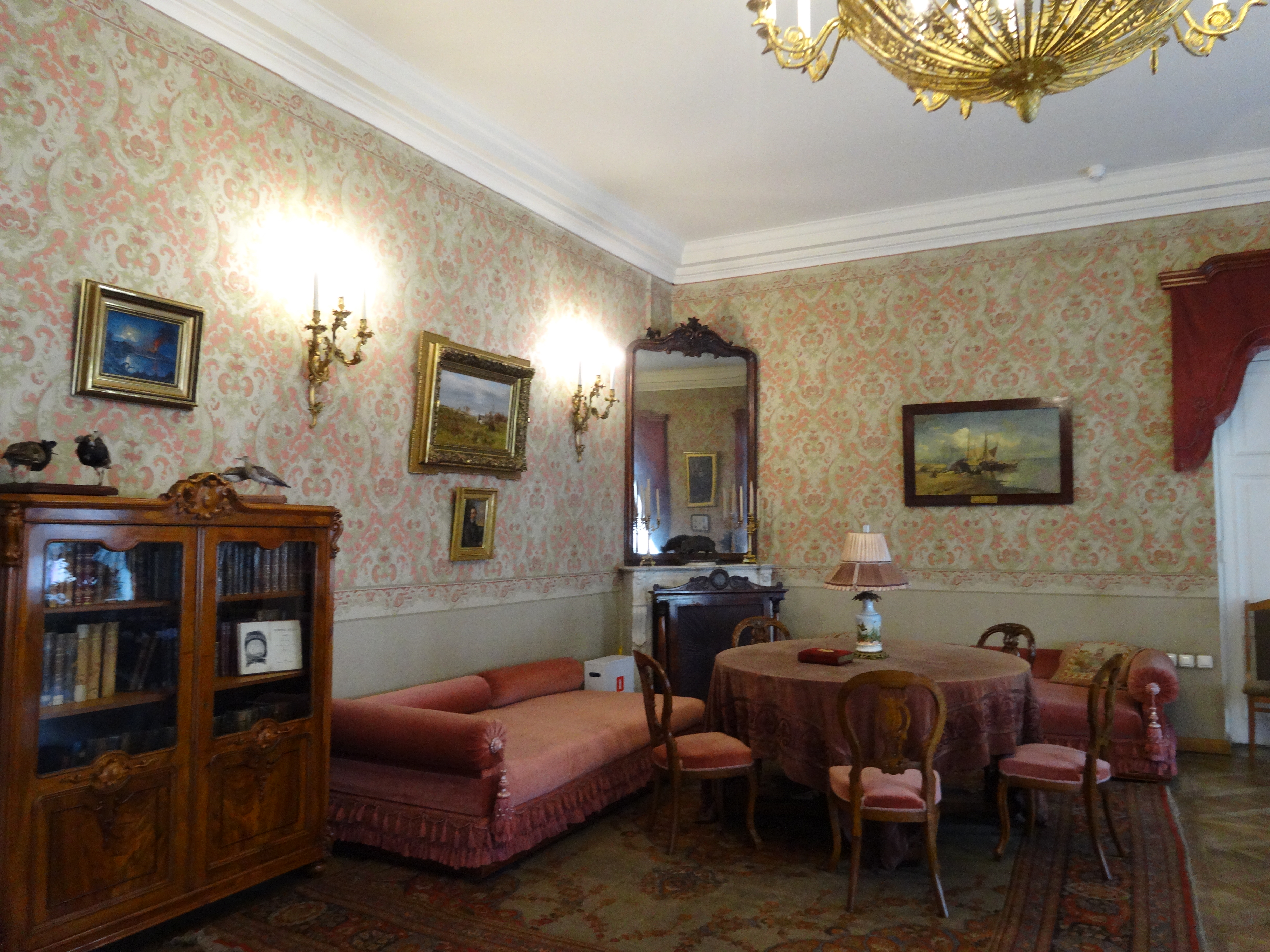
Интерьеры квартиры Николая Некрасова на Литейном проспекте

Их основными арендаторами были дворяне, банкиры, промышленники и творческая интеллигенция. В барских квартирах жили владельцы доходных домов. В конце XIX века барская квартира вместо особняка стала основным местом жительства высших слоёв общества. В 1890 году примерно 10 % квартир в Петербурге имели 6 и более комнат, но половина из них это были ремесленные помещения, учреждения или квартиры для многочисленных коечных и угловых жильцов. В барской квартире жило много прислуги.

Барские квартиры всегда имели парадный и чёрные входы, последние использовались прислугой. Парадный вход с парадной лестницы был просторный и подчёркнуто роскошный. У входа ставили цветы и на полу настилали ковры. Прибывавших в барские квартиры встречал и сопровождал швейцар. За входной дверью располагался тамбур, за ним шёл вестибюль, где снимали уличную одежду, иногда там стояли лакеи и снимали одежду хозяев и гостей. Далее шла анфилада комнат, главная анфилада была парадной, эти комнаты были самые просторные и богато украшенные, их окна выходили на основную улицу, с другой стороны шла анфилада жилых и хозяйственных помещений, чьи окна смотрели во двор.

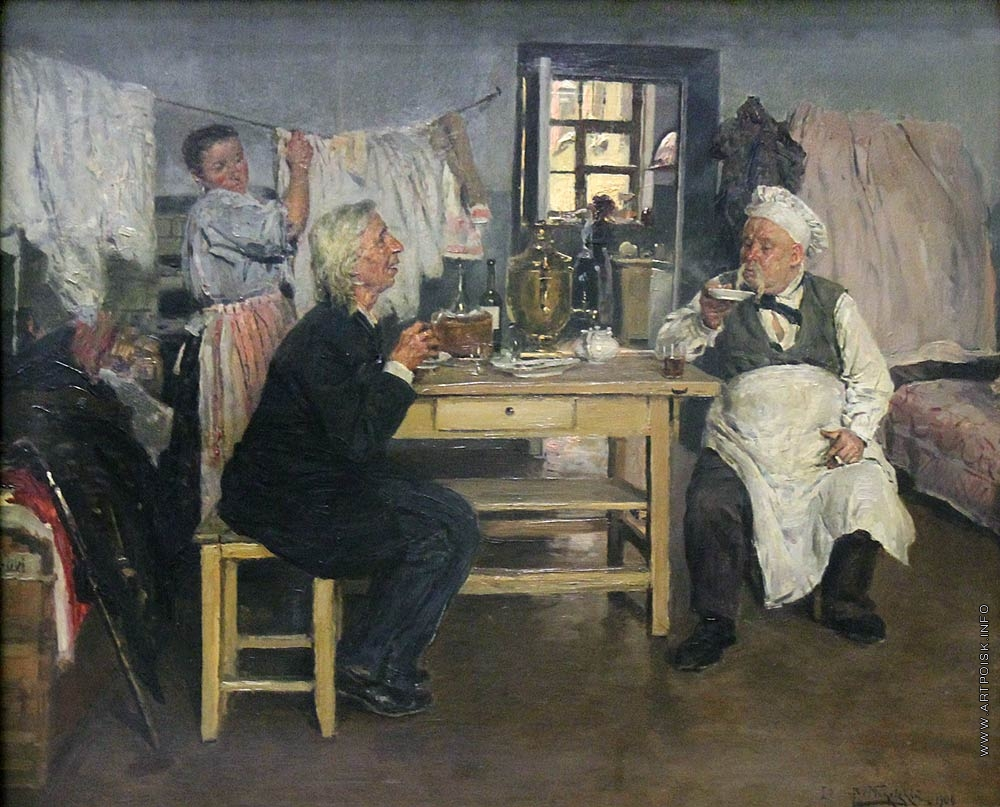
Маковский, «Беседа. Идеалист-практик и материалист-теоретик», картина изображает служебное помещение с кухней сзади. За столом философские споры ведут повар и представитель интеллигенции (вероятно, хозяин или гость квартиры)

Парадные комнаты украшались расписным плафоном или лепкой, освящались канделябрами или люстрами. Полы делались из паркета. Комнаты объединялись богато украшенными дверьми или арками с колоннами. Отапливались барские квартиры каминами или печами, богато украшенным изразцами. Парадная анфилада часто заканчивалась огромным зеркалом, создавая иллюзию бесконечности помещения. Самой крупной и украшенной комнатой были гостиная, зал или зала. Такие залы могли украшаться колоннами, облицовываться искусственным мрамором, после зала шла одна или несколько гостиных. После гостиной шла столовая через широкую двухстворчатую дверь. Посередине стоял огромный стол. К столовой могла примыкать буфетная, где расставлялась посуда и столовое бельё, если буфетной не было, то буфеты ставились в столовой. В парадной анфиладе могла располагаться парадная спальная, служившая только для принятия гостей, после неё последней комнатой в анфиладе была небольшая диванная для отдыха — будуар хозяйки. Отдельное помещение иногда отводилось под библиотеку. В зависимости от рода деятельности хозяина, в парадной анфиладе мог располагаться кабинет, который мог размещаться в глубине квартиры или за вестибюлем, если хозяина посещали клиенты, иногда перед кабинетом устраивали приёмную.

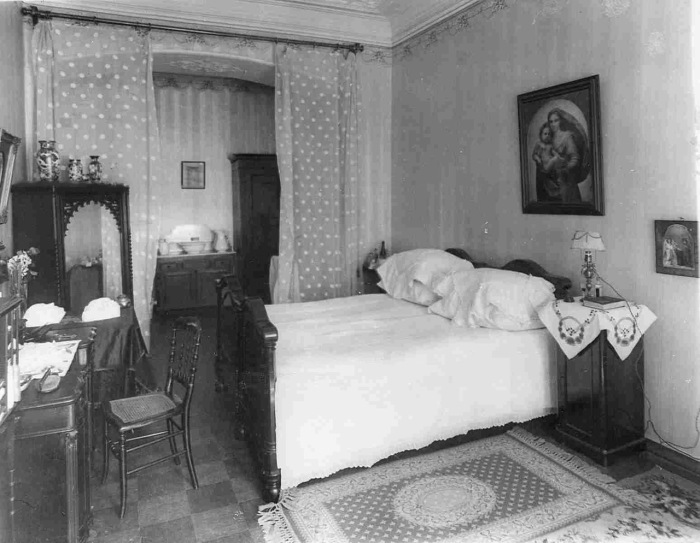
Спальня в «барской» квартире

Вторая половина барской квартиры состояла из внутренней анфилады вдоль дворового фасада. С середины XIX века внутренние анфиладные комнаты изолировались и объединялись коридором. Внутренние комнаты были гораздо меньше и темнее парадных. Так как высота потолков в барских квартирах достигала 5 метров, в некоторых помещениях обустраивали жилые антресоли с узкой и крутой деревянной лестницей. Антресоли были самыми тёплыми помещениями, там устраивали чаще всего детские комнаты или для пожилых. Детей стремились обустраивать в самых тёплых комнатах. Спальни в барских квартирах было принято обставлять скромно и их размер в среднем составлял 12 квадратных метров. До распространения водопровода в уборных или туалетных комнатах устанавливались шкафы, в которых прятались умывальники и место для исправления нужды в форме кресла. При отсутствии уборной, умывальники и кресла устраивались за ширмой в спальне. При отсутствии гардеробной, шкафы ставились в спальне. Во внутренней анфиладе хозяин квартиры мог устраивать второй кабинет. Вне зависимости от размеров квартир, в них как правило была только одна детская. Обставлены детские были крайне просто, каждому ребёнку не было принято отводить отдельное помещение. Собственные спальни иногда получали повзрослевшие дети с 16, 17 лет, если не съезжали из дома родителей.
В глубине барской квартиры, в её внутренней части располагались служебные помещения с выходом на чёрную лестницу. Площадь кухни составляла от 12 до 30 квадратных метров. Там же располагалась спальня кухарки. В открытых чугунных котлах мыли посуду. Иногда на кухне устраивали прачечную и баки для варки одежды, вмурованные в плиты. У чёрной лестницы располагался неотапливаемый чулан, где хранилась пища и старые пожитки. В конце XIX века в служебной половине начали устанавливать клозеты и ватерклозеты, которыми могли пользоваться лишь хозяева. Между кухней и туалетом могли устанавливать ванные комнаты, иногда их устанавливали около спален.

### Средние квартиры
Средними квартиры считались с 3—5 комнатами и составляли 40 % жилого фонда доходных домов. Больше всего их было в центре города и их доля падала в окраинах. В этих квартирах жили зажиточные городские классы, интеллигенция — мелкие чиновники, разночинцы, инженеры, банкиры, учителя гимназий, врачи, адвокаты, нотариусы, актёры, художники, писатели и другие. Для этих жильцов была типична ежегодная смена места жительства, так как летом они уезжали на дачи и затем заново снимали новые квартиры. Мебель сдавалась на хранение в специальных складах.

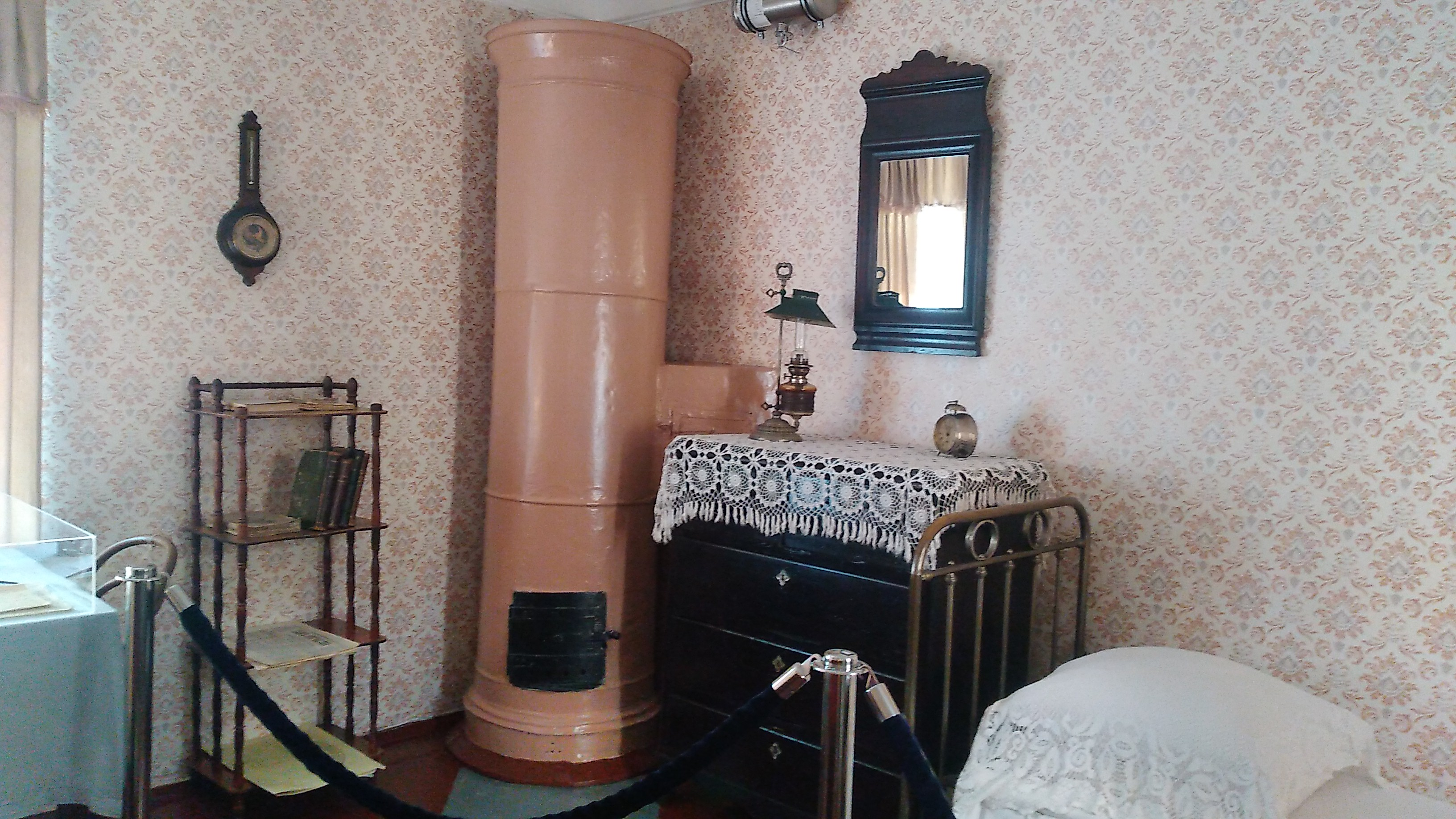
Комната В. И. Ленина. Большой Казачий пер., 10

Средний размер комнаты составлял от 16 до 24 квадратных метров. Разница в оформлении парадных и личных комнат не была столь заметна, как в барских квартирах. Как правило вход в такую квартиру из парадной шёл в тёмную прихожую, за которой следовал зал, гостиная, совмещённая со столовой. Парадная комната украшалась паркетом, в других помещениях полы были окрашены тёмной охрой. Часто в таких квартирах устраивались кабинеты по роду деятельности. Для спален и детских отводились самые маленькие и тёмные помещения. Средний размер кухни был 8 квадратных метров. В квартирах средних размеров работала прислуга, но у неё не было собственных помещений, кухарки спали на кухнях, няньки — в детской. В конце XIX века практически во всех квартирах средних размеров проводили водопровод и устанавливали ватерклозеты, как правило у кухни в тёмных помещениях. Ванные оставались редкостью и в начале XX века имелись в каждой десятой такой квартире. Ванная была признаком фешенебельности квартиры.
На рубеже XIX и XX веков в условиях нараставшего жилищного кризиса постоянно уменьшалась площадь квартир и возрастала стоимость их аренды, отчего жильцы, привыкшие к 3—5-комнатным квартирам вынуждены были перебираться в жильё меньших размеров или худшего качества. В условиях стеснённости, комнаты переоборудовались, например из гостиных в кабинеты и спальни в зависимости от времени суток. Чтобы не съезжать в меньшие квартиры, семьи могли сами сдавать отдельные помещения, чаще всего чиновникам и студентам. Сдача квартир в поднаём зачастую людям с более низким сословным статусом стало крайне массовым явлением и болезненно воспринималась средними классами.

### Купеческие квартиры

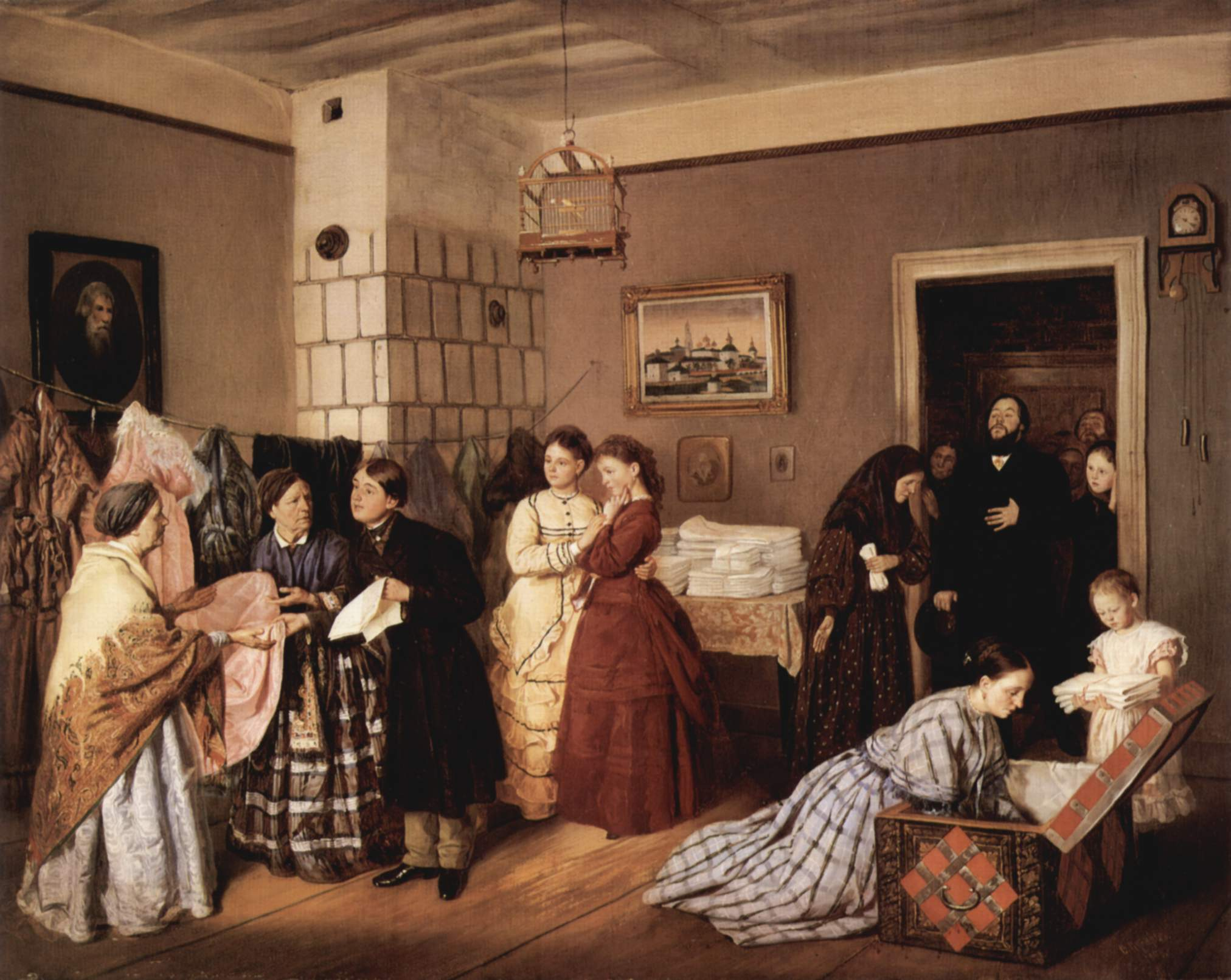
Прием приданого в купеческой семье, 1873 год, Пукирев

Купцы в основном селились в 3—5-комнатных квартирах, но они были привержены русским и патриархальным традициям и создавали совершенной иной быт в квартире, нежели городские сословия. Купцы перенимали те или иные традиции городского уклада с запозданием на 30 лет. Парадные помещения обставлялись особенно пышно и старомодно. В жилых комнатах стояла кустарная мебель, полы были накрыты домоткаными половиками, спальни были увешаны иконами, при возможности под молельню выделялась отдельная комната.
Купцы снимали квартиры только с русской печью на кухне, где можно было готовить традиционные блюда. При наличии водопровода купцы продолжали умываться из кувшина. Ватерклозеты не одобрялись, ванные не были нужны, так как купцы предпочитали мыться в банях. В купеческих квартирах не было прислуги, так как домашней работой занимались женщины в семье. Часто у купцов жили приживалки — неженатые родственники.

### Ремесленные квартиры

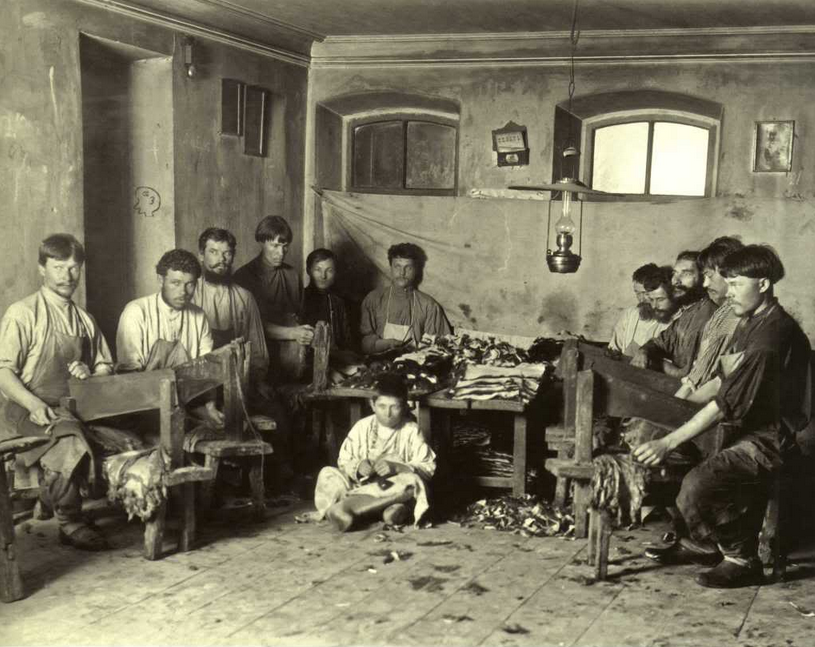
Кожевники за работой в арендуемом помещении

Традиционно ремесленники предпочитали жить в избах на окраине города, но часто арендовали помещения по месту работы. В таких квартирах оборудовалось ремесленное заведение и жильё. В 1890 годах 17,5 % квартир занимались ремесленниками. В среднем в такой квартире проживало по 8 человек. Больше всего ремесленных квартир располагалось на Адмиралтейской, Казанской и Спасской частях.
Чаще всего ремесленные квартиры были подвальными помещениями даже при том, что жильё там устраивать запрещалось. Для таких квартир было типично крайне низкое качество, люди жили в грязных и стеснённых условиях. В отдельных комнатах в стеснённых условиях жили до 10 человек — взрослых и детей. Такие помещения были холодными и сырыми. По стенам таких помещений часто сочилась вода и стены обшивались деревянными щитами-панелями.
В ремесленной квартире, чаще всего имевшей 3—5 комнат, основное помещение отводилось под торгово-ремесленную деятельность, где также ночевали работники, во втором помещении устраивалась хозяйская комната для женщин, остальные помещения использовались под кладовые для сырья и продукции. Ремесленники часто спали на кучах носильных вещей у рабочих мест.

### Маленькие квартиры

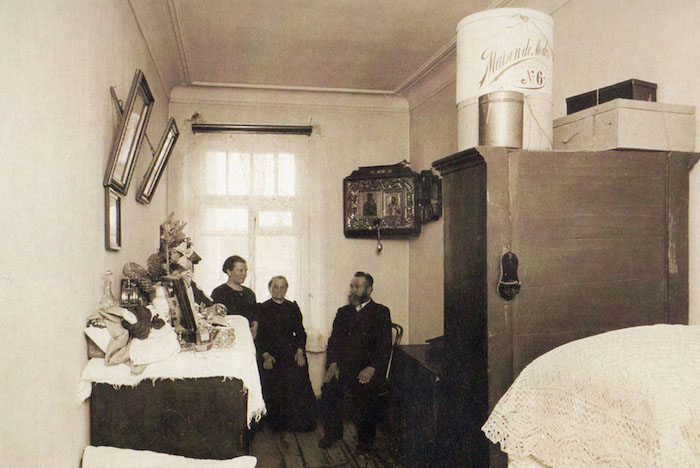
Скромная квартира на Нарвском проспекте

Маленькие квартиры с 1—2 комнатами в 1890 году составляли около половины всего жилого фонда Санкт-Петербурга. В них жили либо бедные горожане или одинокие представители среднего класса. Одинокие представители высших классов стремились снимать комнаты у других семей, чтобы не заниматься вещами, типичными для прислуги, например уборкой и стиркой одежды.
Маленькие жилища занимали семьи среднего и скромного достатка или бедняки. Часто спальные места устраивались на кухне и в гостиной. Как правило такие квартиры располагались в дворовых флигелях, подвалах, мансардах, мезонинах и чердаках. Чердачные квартиры были холодными и сырыми. Маленькие квартиры часто были чрезвычайно перенаселёнными, где могло жить более 10 человек, в Петербурге насчитывалось более 3000 таких квартир. Во многих маленьких квартирах не было кухни (в 53 % однокомнатных квартир в конце XIX века, чаще всего подвальных), прихожей, и водопровода с ватерклозетами, когда они получили повсеместное распространение. Жильцы устанавливали кухонные плиты в комнатах. Часто в подобных квартирах, в условиях перенаселения формировались антисанитарные условия.
Часто в маленьких квартирах не было печей, и помещения отапливались переносными чугунными печками, помещения также отапливались кухонными плитами. В конце XIX века водопровод был в 44 % однокомнатных квартир и 68 % двухкомнатных.

### Комнаты, углы и койки
В мёртвых громадах кирпичных,

Мокрых от вечных дождей,

Много их — серых, безликих,

Смертью дышащих людей
— Василий Князев

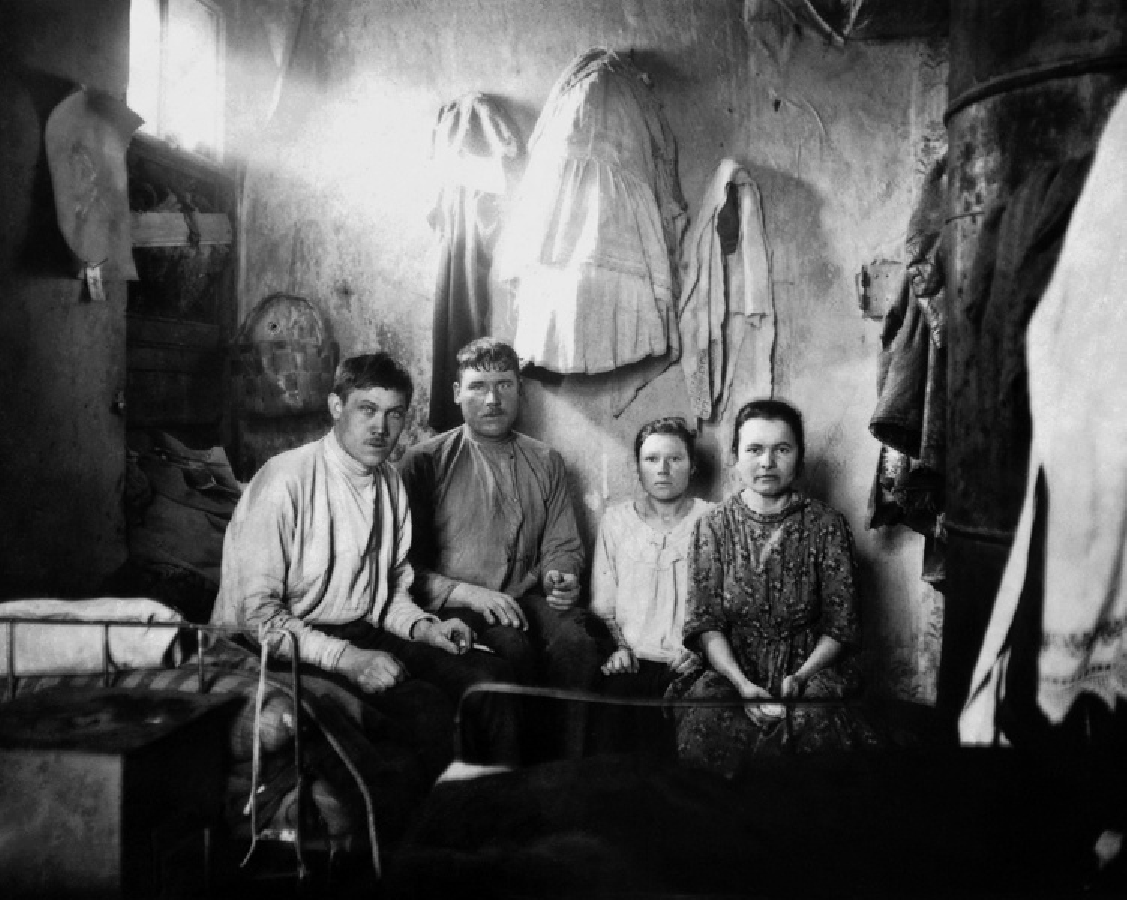
Две семьи рабочих кондитерской фабрики снимают угол в комнате

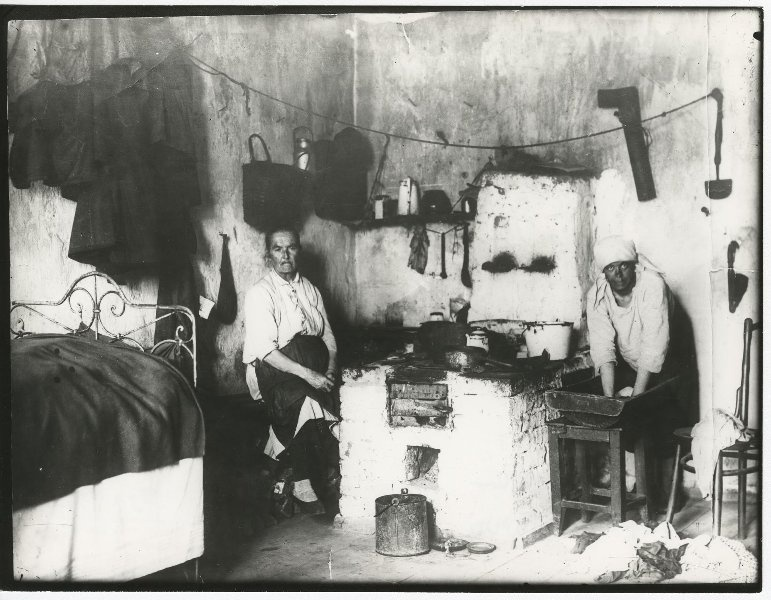
Комната рабочих, 1913 год

Многие люди не могли позволить себе снимать отдельные квартиры и снимали комнаты, углы комнат или койки. Представители высших классов, но без семьи часто стремились снимать отдельные комнаты в приличных квартирах, чтобы пользоваться хозяйской прислугой и не заниматься самостоятельно готовкой или стиркой. Во многих многокомнатных квартирах сдавались отдельные комнаты людям, занимавшихся промышленным делом — это были например портные, слесари, кухарки, секс-работницы, мелкие чиновники, студенты итд. Хозяин квартиры мог готовить жильцам обеды и предоставлять иного вида услуги.

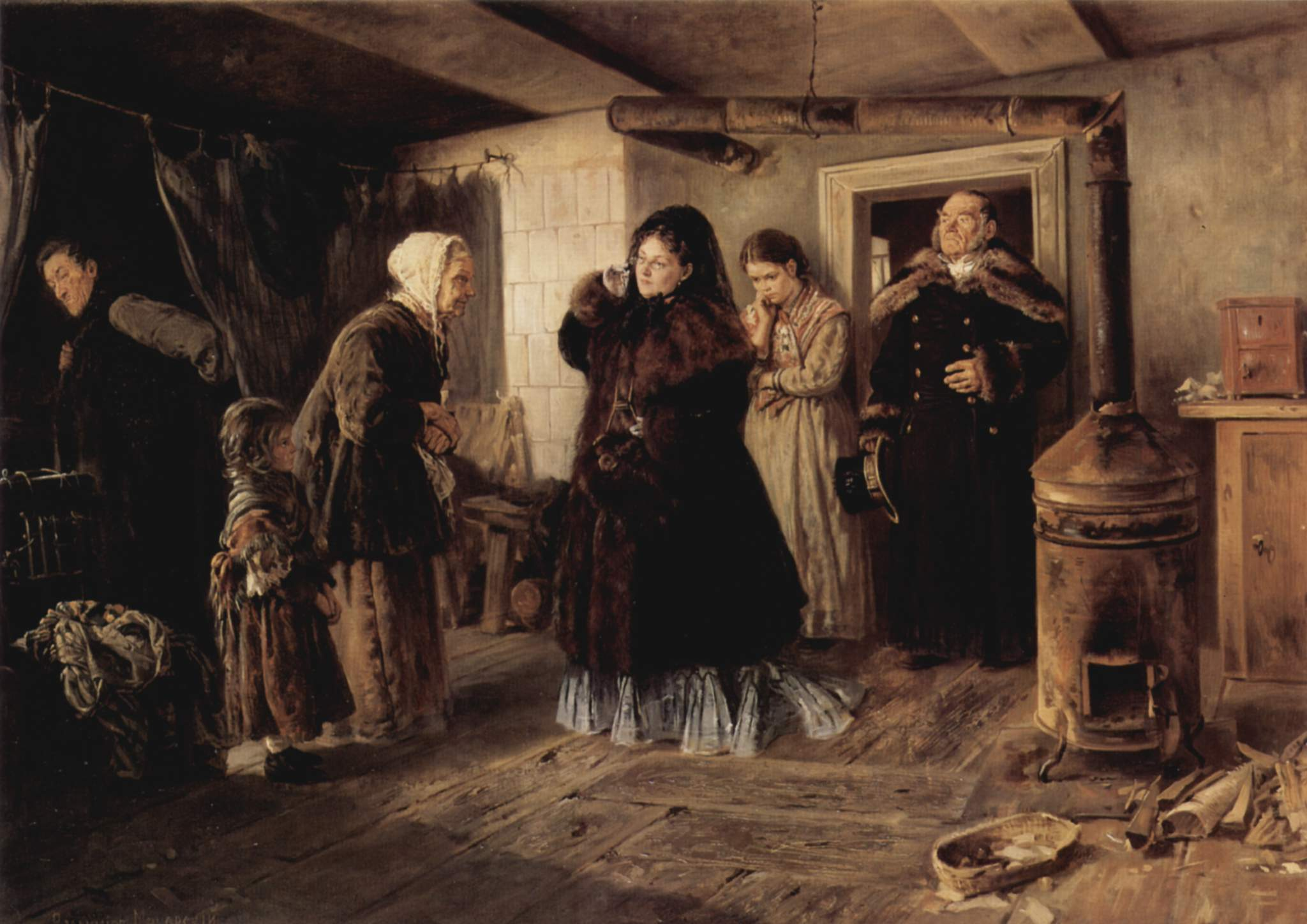
Филантропы посещают жилище бедных, 1874 год

Многие комнаты в таких квартирах больше были похожи на тёмные и редко ремонтируемые каморки или сараи без каких-либо удобств. Часто такие помещения были сырыми, c грязными, закопчённым и засаленными стенами, щелястыми полами. Большим бедствием были постельные клопы, тараканы, вши, блохи и другие паразитические насекомые. Жилищные условия в подобных квартирах подробно описаны в романе Достоевского Преступление и наказание. В таких комнатах жили семья бедняков, артели рабочих. В некоторых доходных домах создавались прообразы коммунальных квартир, когда на множество комнат приходились общие кухни, ясли, библиотеки, помещения для сушки.
Если человек или семья не могла позволить себе снять комнату, то они снимали угол комнаты, в Петербурге располагалось 12 тысяч квартир для угловых жильцов, или 9,2 % от всех квартир в доходных домах. Нищие, не способные снимать углы, снимали отдельные койки для сна, также они могли снимать полкойки и третькойки, то есть койка им была доступна в разные смены. Во многих доходных домах складывалась длинная арендная цепочка, когда домовладелец сдавал квартиру, квартирант — отдельные комнаты или углы, а угловые жильцы — отдельные койки, законом это не запрещалось. Комнаты могли делить тонкими тёсовыми перегородками, образуя каморки без окон. Угловые комнаты разделялись ситцевыми занавесками и в них устанавливались, как правило, четыре крупные кровати, на которых вместе спали семья с детьми. Часто избыточные жильцы в угловых квартирах спали на полу в коридорах и кухнях. Средняя стоимость квадратного метра в угловых квартирах в два раза превышала стоимость метра в богатых квартирах.

## Домовое хозяйство
До 1870-х годов в петербургских жилищах не было водопровода, канализации. Помещения топились печами, источником света выступали свечи. Привычные современникам удобства — краны с водой, умывальники, туалеты и реже ванные начали повсеместно распространяться в последней четверти XIX века. Бельё стирали в прачечных, в подвалах доходных домов.
К концу XIX века в 13 % квартир доходных домов имелась ванная, в 60 % ватерклозеты, в 64 % — водопровод. В 1900 году 14 % квартир было электрифицировано и 6 % имело паровое, воздушное или водяное отопление. С 1881 года начал распространяться телефон, в 1916 году у каждой шестой семьи был доступ к телефону. Телефон в конце XIX века оставался роскошью и его абонентская плата была сопоставима с оплатой квартиры среднего размера.

### Отопление
Исторически квартиры в доходных домах топились дровами. Во дворах доходных домов стояли дровяники. Часто дрова включались в квартплату и арендодатель сам обеспечивал их жителей. За отдельную плату дворники могли колоть и приносить дрова в квартиры. На чёрных лестницах устанавливались небольшие кладовки с дровами — лестничные трёхквартирные дровяники, дрова там лежали в том числе и для просушки. Отопление углём и торфом оставалось редкостью, так как эти материалы были дороже дров.

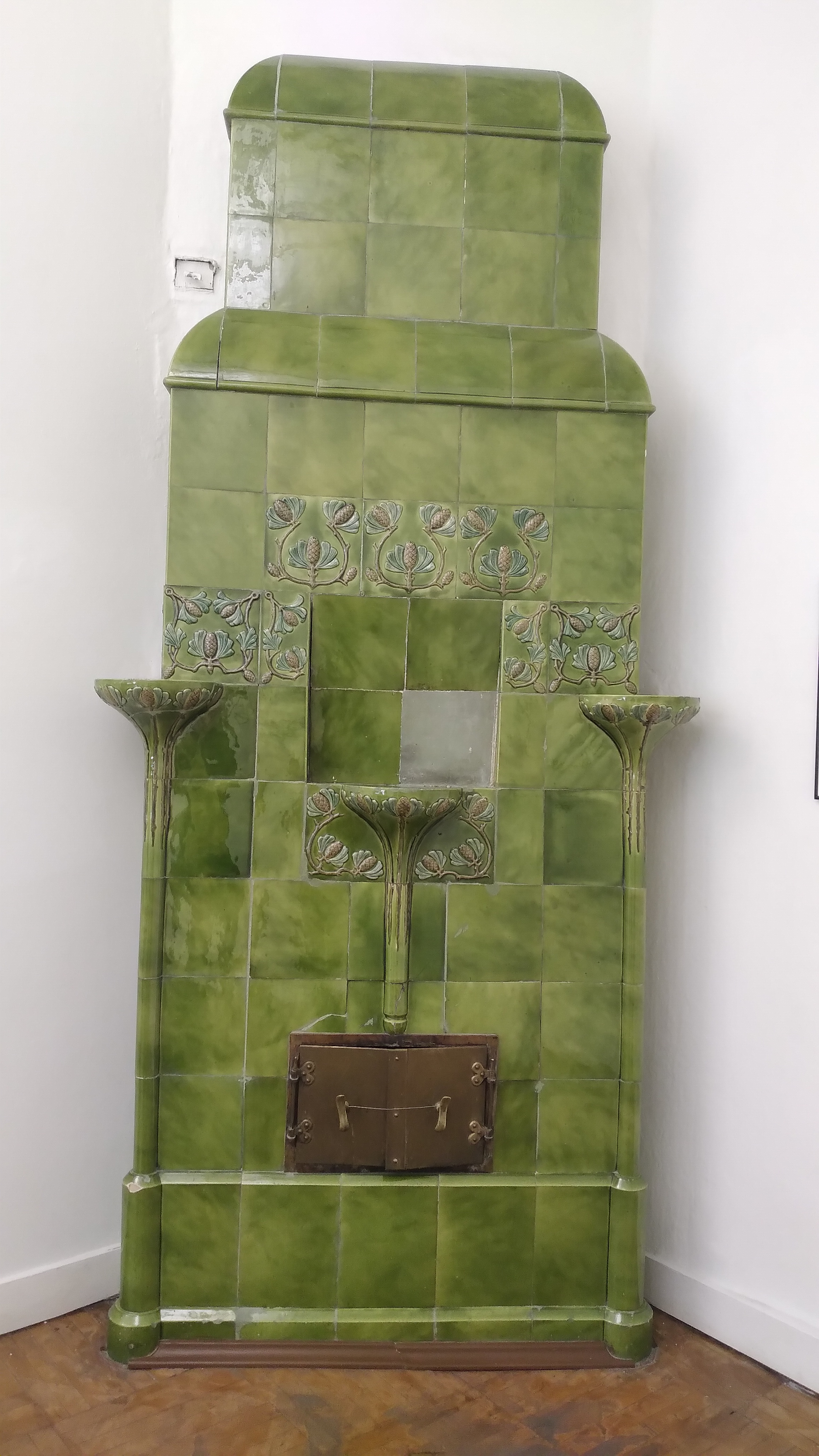
Голландская печь в доходном доме Большой Морской улицы, 35

В квартире как правило имелась отопительная печь и кухонная плита из кирпича или металла. Во многих квартирах, особенно в небольших деревянных домах устанавливали русские печи из кирпича, их белили или покрывали плиткой. Русские печи чаще всего устанавливали на кухню для готовки. В бедных однокомнатных квартирах кухонные плиты могли устанавливать в углу комнаты.
Многие печи делали круглой формы, их покрывали металлическими листами и изредка керамической плиткой. Популярны были печи прямоугольной формы и высотой от трёх аршин — голландки, которые покрывали белыми глазурованными изразцами, часто плитка на них богато украшалась. Голландки выше всего ценились, так как держали тепло в помещении два дня и их можно было реже всего топить. Квартиры с печами проектировали так, чтобы часть печи занимала по возможности каждый угол в комнате. Целесообразное расположение печи было крайне важно для сохранения тепла в квартире. Неправильное обращение с печью часто приводило к задымлению в квартирах и несчастным случаям. Так как дворы представляли собой дурно пахнущие клоаки, окна во двор не открывали для проветривания. Для борьбы с этим явлением разрабатывались и устанавливались системы искусственной вентиляции.
В бедных жилищах популярностью пользовались чугунные печки с длинной, через всю комнату трубой, в советское время их прозвали буржуйками. Печи прямоугольной формы использовали для готовки, а цилиндрические — для обогрева. Чугунные печки из-за частой возгораемости и задымления запрещалось постоянно использовать, но это правило повсеместно нарушалось. Квартиры с печным отоплением были подвержены большим температурным колебаниям. Камины из-за их их плохого удержания тепла использовали редко и как предмет роскоши, в парадных помещениях больших квартир.
В конце XIX века начали распространяться иные формы отопления, в некоторых доходных домах оборудовали центральное котлы для угольной топки и тепло поступало в помещения вместе с радиаторами. Водяное и паровое отопление, несмотря на его активное распространение в конце XIX века оставалось редким и в 1900 году только в 6 % доходных домов применялось не дровяное отопление, в 70 % таких зданий сохранялось смешанное отопление, то есть радиаторами отапливались парадные лестницы и жилые комнаты в дорогих квартирах на нижних этажах. Среди домов с центральным отоплением в 40 % случаев применялось паровое отопление, 37 % — водяное и 23 % — воздушное. В последнем случае вместо радиаторов устанавливали систему труб, прогревавших квартиры через небольшие отверстия, прикрывавшиеся металлическими решётками. В некоторых барских квартирах устанавливали первые электрические радиаторы.

### Освещение
Основным видом освещения в доходных домах в первой половине XIX века были свечи, лампадки, у бедных — лучины или сальные свечи. На освещении экономили, и помещения в ночное время были тёмными. Самыми популярными светильниками в начале XIX века были кинкетные лампы. Во второй половине XIX века основным видом освещения стали керосиновые лампы и быстро вытеснившие другие виды светильников. В некоторых дорогих квартирах применялось газовое освещение, где к лампам с вентилями пристраивались газовые трубы. Жители стремились максимально использовать дневной свет, например устанавливали световые окна над межкомнатными дверями для освещения прихожих и коридоров. Горожане стремились всячески экономить на освещении, была обычна ситуация, когда все члены семьи занимались своими делами при одной зажжённой керосиновой лампе. Использование свечей и керосиновых ламп приводило к накоплению в квартирах продуктов их горения, ухудшало качество воздуха. Сажа и копоть постепенно оседали на стенах и потолках.
В конце 1880-х годов в первых квартирах начали проводить электрический свет, до этого электричество использовалось в основном для уличного освещения. В 1900 году квартирное освещение имелось в 5 % квартир доходных домов, в 11 % дворов и 12 % лестниц. Во многих доходных домах электрическое освещение применялось во дворах и на лестницах, но не в квартирах. Люди, привыкшие к мягкому свету керосиновой лампы испытывали дискомфорт от излишне яркого и белёсого света электрических ламп. В тот период керосиновые лампы обходились дешевле. Даже если электрическое освещение и было в квартирах, то в основном в парадных комнатах. Для электрических звонков устанавливали слабые по мощности динамо-машинки. Так как электричество на рубеже XIX и XX веков применялось для освещения, то оплата за электричество вначале исчислялась с количества установленных в квартире лампочек до внедрения электросчётчиков с 1890 года.

### Водоснабжение
В первой половине XIX века жильцы добывали воду из рек, каналов, колодцев и позже водокачек. Горожане предпочитали покупать воду у водоносов и водовозов, которые доставали воду из рек в бочках — чистую для питья и готовки и грязную для стирки и хозяйственных целей. Во второй трети XIX века появлялись всё больше отдалённых от рек и каналов жилых районов без водопровода и водовозы были особенно востребованы. Водопровод в квартирах доходных домов распространялся с 1860-х годов вначале в центральной и левобережной части Петербурга. Качество воды в трубах было чрезвычайно плохим и провоцировало общественно напряжение. Водой оснащались дорогие квартиры в центральных районах, квартиры в правобережной части начали оснащаться на 10 лет позже.

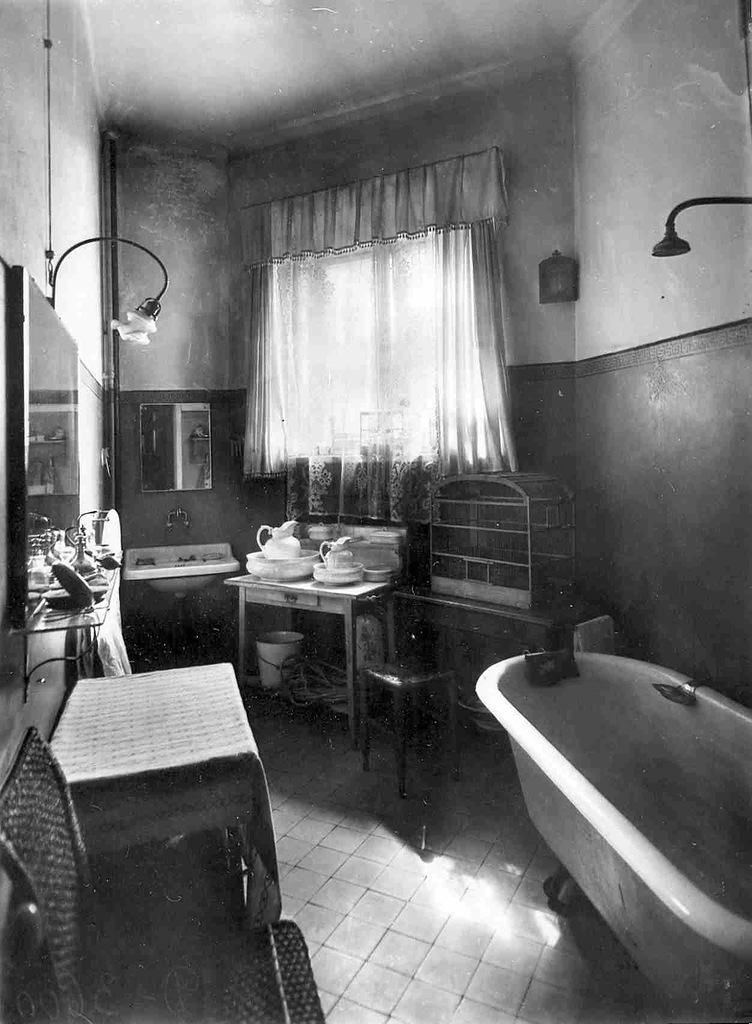
Ванная комната в барской квартире

В 1890 году уже в 93 % барских квартир имелся водопровод, 76 % квартир с 3—5 комнатами, 53 % двухкомнатных квартир и четверти однокомнатных квартир. Чаще всего в доходных домах вода не проводилась в бедные квартиры на верхних этажах и подвалах. Доступ к воде часто был ограничен и при наличии водопровода, особенно на верхних этажах и в субботы (в этот день большая часть горожан посещала бани). Во дворах стояли краны, и воду оттуда за доплату разносили дворники или воду в квартиры доставляли водовозы. Во всех дворах стояли деревянные колодцы.
В квартирах без водопровода использовались рукомойники. Рукомойники могли прятаться за декорированной панелью с зеркалом. Грязную воду либо выносили в ведре или сливали в трубу домовой канализации в выгребную яму. Трубы для слива соединяли раковинами, в них не было сифона и решётки, поэтому они источали зловонный запах.
Ванные оставались редкостью. Мылись горожане разных сословий традиционно в общественных банях. В конце XIX века ванные оставались предметом роскоши, в 1890 году ими были оборудованы 70 % барских квартир с более 10 комнатами, 57 % квартир с 6—10 комнатами, в 10 % 3—5-комнатных квартир, 0,3 % в двухкомнатных и 0,01 % в однокомнатных. Размер ванных комнат составлял 6 — 8 квадратных метров с окном. При использовании ванную постилали простынёй, чтобы не соприкасаться с её холодным корпусом. Малое распространение ванн было связанно со сложностью обеспечения её горячей водой при отсутствии горячего отопления. Для ванной воду нагревали в баках и вёдрах. Для решения этой проблемы в некоторых квартирах перед ванными устанавливали дровяной водонагреватель. Душ в квартирах встречался скорее в порядке исключения. В некоторых доходных домах устанавливали общественные ванные.

### Канализация, отходы и туалет
В начале XIX века в доходных домах для справления нужды устанавливали «нужники» — кабинки в углу здания, огороженные толстой стеной, чтобы в здание не проникал дурной запах. Отходы попадали в выгребную яму во дворе. Самым распространённым видом отхожего места был ретирадник — небольшой деревянный домик с отверстием в полу, расположенный над выгребной ямой. Ретирадниками помимо жильцов и слуг пользовались бродячие торговцы и прохожие, спросив разрешение у дежурного дворника.
В первой половине XIX века в доходных домах каменные стульчаки устанавливали на чёрной лестнице, в небольших углублениях без дверки. Когда в квартирах распространялись ватерклозеты, часто прислуга и бедные жильцы верхних и подвальных этажей продолжали справлять нужду на чёрной лестнице или во дворе, многие хозяева запрещали прислуге пользоваться ватерклозетами в квартирах. Распространение туалетов шло в конце XIX века. В 1890 году туалеты имелись в 96 % квартир с более 10 комнатами, 92 % квартир с 6—10 комнатами, в 75 % — с 3—5 комнатами, в 30 % двухкомнатных и 10 % однокомнатных квартир.
Помойные вёдра ставились у дверей на чёрных лестницах. Во дворах в виде избушек устанавливались помойные ямы, для пищевых отбросов и мусорные — для сухого мусора. Помойные и мусорные ямы устанавливались в некоторых чёрных лестницах на нижнем этаже.
Почти в каждом дворе имелись выгребные и помойные ямы, чтобы нечистоты сбрасывались в них, а не на территории двора. Нечистоты туда сливала прислуга или жильцы верхних или нижних этажей без водопровода и канализации. Во многих доходных домах в основном из дерева устанавливались межэтажные трубы для слива нечистот прямо в выгребные ямы. Их вычисткой занимались золотари. Выгребы позволяли сохранять чистоту во дворе, но вместе с ростом плотности населения и этажности доходных домов, количество выгребов и ретирадников возрастало, во дворе могло располагаться по несколько десятков выгребных ям, что значительно ухудшило санитарно-эпидемиологическую обстановку, в 1900 году в Петербурге имелось 32 тысячи выгребов. Дворы как правило наполнялись дурными запахами, миазмы от выгребных ям поднимались над городом. Для слива нечистот многие владельцы доходных домов начали использовать дождевую канализацию, что было противозаконно и провоцировано сильную загрязнённость рек с каналами и массовые эпидемии.

## Внеквартирное пространство

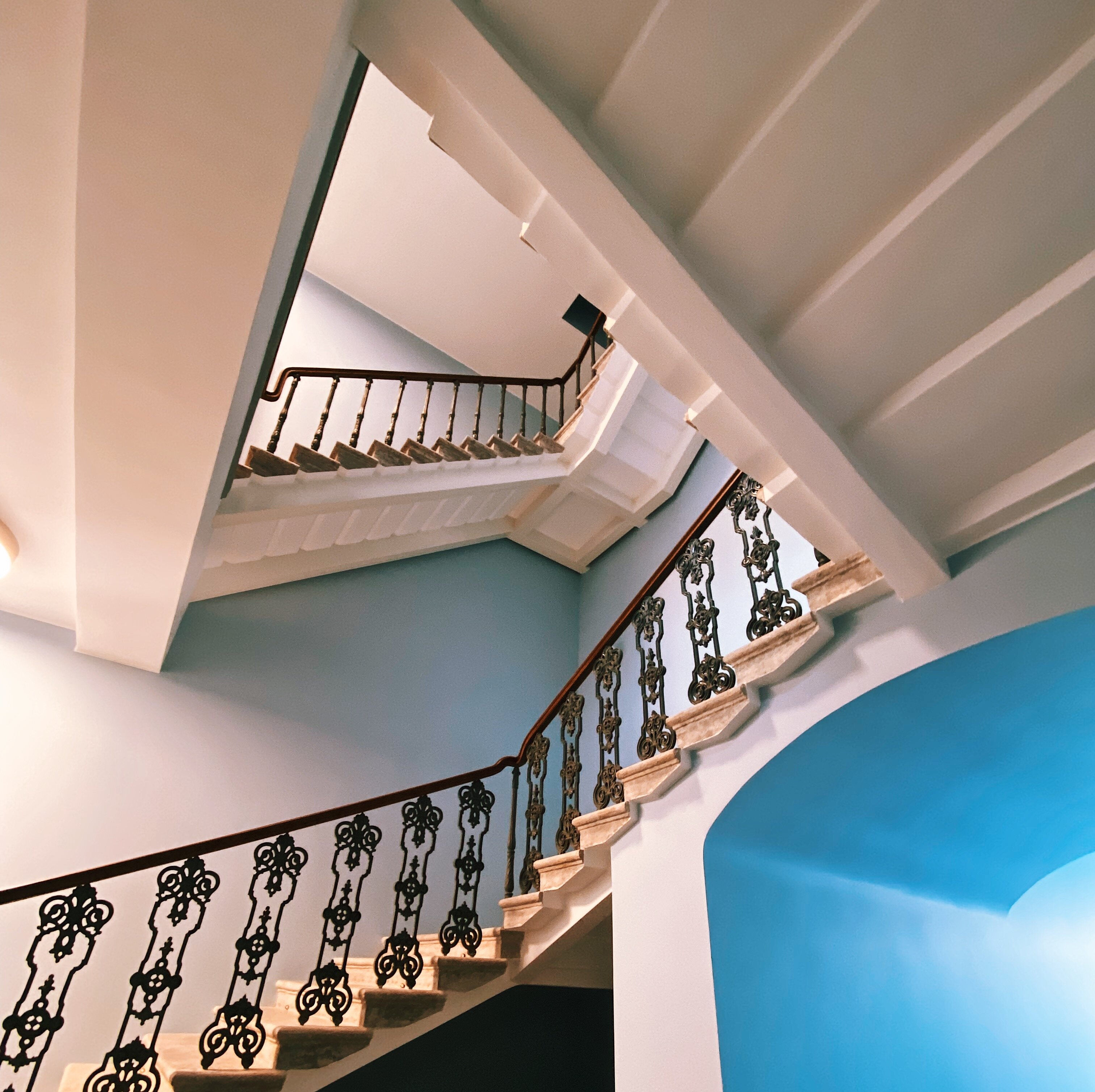
Главная лестница здания по наб. р. Фонтанки, 44

### Лестницы
В каждом многоэтажном доходном доме имелись лестницы. Почти все они были каменными, в том числе и в деревянных доходных домах. По закону лестницы требовалось освещать, при распространении электрического освещения в конце XIX века лестницы начали освещать раньше, чем квартиры.
Лестницы в доходных домах делились на два вида — парадные и чёрные. Квартиры с двумя и более комнатами имели выход на обе лестницы. 

#### Парадные
Парадные лестницы с основного входа были просторные, красивые, часто украшались, застилались коврами. Парадные лестницы с выходом на двор были заметно скромнее, но по-прежнему шире чёрных лестниц.
Хорошая парадная оставалась важным показателем дороговизны квартиры, особенно наличие в ней лифта. Часто парадные лестницы в фешенебельных доходных домах отапливались каминами. Парадная использовалась «чистой» публикой, — хозяевами квартир, их гостями, докторами, учителями и гувернантками.

В конце XIX века в некоторых доходных домах распространялись лифты, сначала они были гидравлические, потом появились электрические. За каждое использование лифта взималась небольшая оплата, жильцов сопровождал швейцар. Кабины лифтов богато украшались, внутри могли устанавливать диваны. Окна парадных лестниц могли украшаться витражами, полы лестничных площадок покрывали кафельной плиткой, часто богато разрисованной.
| |  |  |  |  |
| Парадные лестницы в Доходных домах Г.Г. Елисеева, Г. А. Бернштейна, М.П. Шадрина, В.Г. и О.М. Чубаковых и Доме Бака |  |  |  |  |

#### Чёрные
Чёрные лестницы, предназначенные для перемещения бедных жильцов, прислуги, разносчиков и дворников были тёмные и крутые, как правило сырые и грязные. По ним разносили дрова и воду при отсутствии водопровода и отопления. Часто повороты чёрных лестниц жильцы загромождали хламом. Чёрная лестница как правило объединялась с кухней квартиры, у входа в квартиру ставились помойные вёдра и дровяники. На многих чёрных лестницах более старых доходных домов располагались отхожие места пролётной системы. В некоторых чёрных лестницах в самом низу устанавливались мусорные или помойные ямы. От всего вышеперечисленного, в чёрных лестницах стоял дурной запах.
Достоевский, описывая чёрные лестницы замечал, что для незнакомого с планировкой человека они превращались в лабиринты, в которых можно было сломать себе ноги. Григорович называл чёрные лестницы демонстрацией полного неуважения хозяев к тем, кому приходилось подниматься и спускаться по ним. Чёрные лестницы со временем обросли мистическим ореолом, по ним ходили воры, заговорщики, тайные любовники и прочие люди с тайными замыслами и которым требовалось скрываться. Чёрные лестницы стали рассматриваться, как неизменная часть петербургского колорита.
| |  |  |  |
| Чёрные лестницы в доходных домах Н. И. Штерна, И. П. Коноплева, А. В. Бадаевой и М. П. Тимофеевой, Ф. Ф. Лумберга |  |  |  |

### Чердаки и подвалы
Подвалы доходных домов имели низкие по меркам строений XIX века потолки — 2,85 метров. Полы были как правило плиточные, реже — бетонные и асфальтовые, маленькие окна едва ли впускали свет. В подвалах доходных домов как правило устанавливали ледники — деревянные срубы, которые наполнялись льдом. Из-за таявших ледников подвалы были сырыми и портили фундамент дома. От сырости страдали и иногда размещавшиеся в подвалах квартиры. По этой причине ледники часто устраивали в погребах во дворе. В подвалах также располагались прачечные, где жильцы стирали одежду. Для прачечных на полу устанавливались сточные колодцы, через которые в помещение проникали зловонные запахи. В прачечных устраивались очаги с чугунными водогрейками, от них помещение наполнялось густым паром и в помещении часто царила полутьма. В прачечных могли быть установлены глубокие лохани для полоскания белья, если их не было, бельё полоскали в реках и каналах в портомойнях — деревянных плотах 17 на 8 метров с лестницами. Вода в каналах была чрезвычайно грязной и по возможности горожане старались не стирать там бельё.
В чердаках как правило сушили бельё и использовали их для хозяйственных нужд. Изредка там устраивали квартиры. Чердаки и подвалы находились в общем пользовании у всех жильцов и там устанавливались очереди на использование, за которыми следили дворники.

### Дворы
Мне снятся жуткие провалы

Зажатых камнями дворов
— Поликсена Соловьева

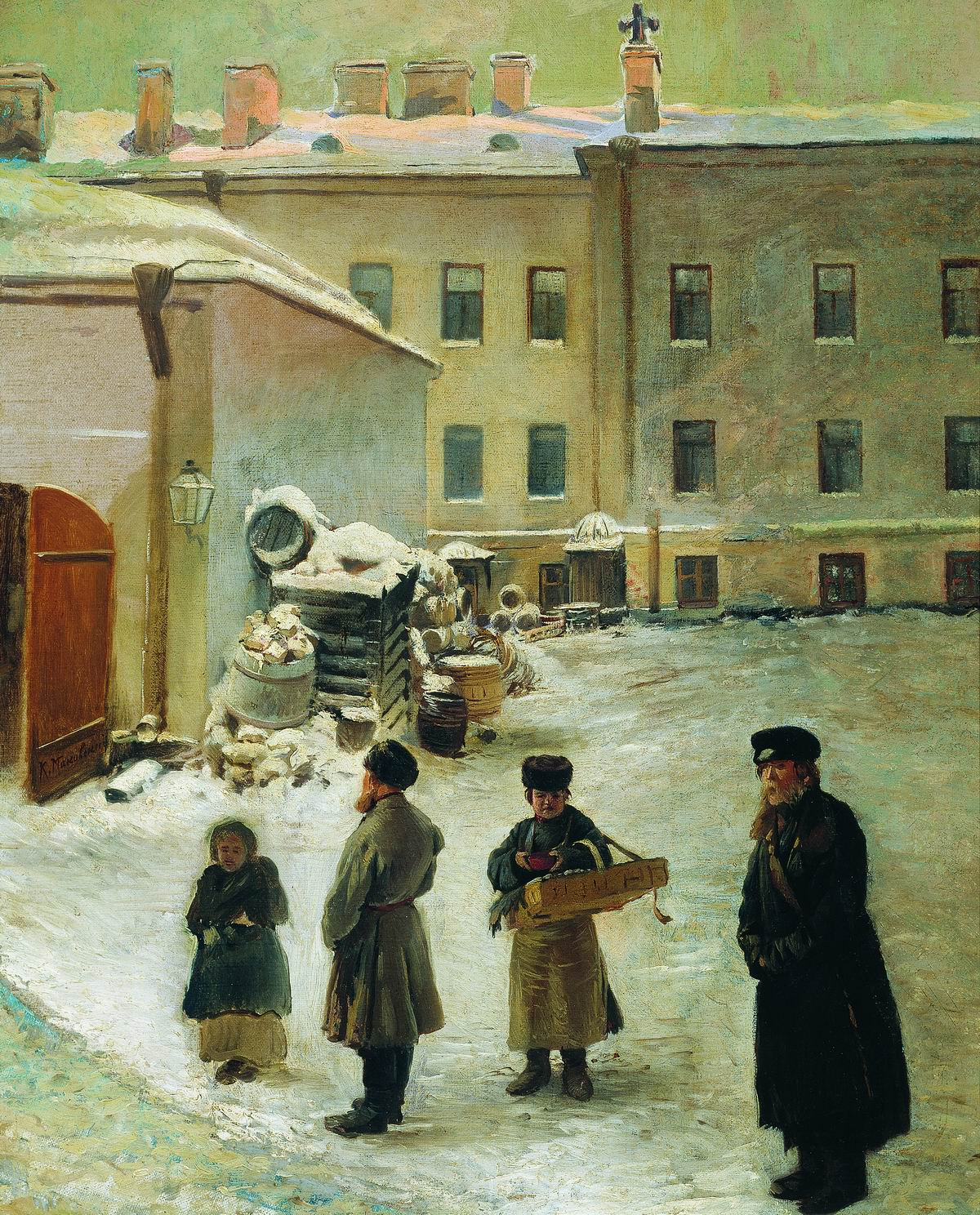
К. Е. Маковский. Петербургский дворик. Конец 1850-х годов

Дворы формировались из небольших пустых пространств между жилыми флигелями. Более половины дворов мостились. В начале XX века дворы начали асфальтировать. Почти все дворы освещались. К началу XX века площадь дворов сильно сократилась, и они были плотно застроены хозяйственными сооружениями.
Домовладельцы были обязаны соблюдать чистоту во дворе, вычищать выгребные ямы, освещать и благоустраивать его. Чтобы не исполнять строго регламентации, домовладельцы часто давали полиции взятки. В каждом дворе располагались выгребные, и помойные ямы, чтобы сливать туда нечистоты. Над выгребными ямами стояли ретирадники — уличные туалеты. Часть территории двора отдавалась под деревянные или каменные каретные сараи (гаражи для карет), часто такие сараи встраивали в здание.
Как правило большую часть двора занимали дровяники для топки квартир, дровяники могли быть двухэтажными. Во дворе стояли деревянные колодцы. Во дворах стояли баки с водой, наполняемые водовозами, в большинстве дворов установили водопроводные колонки. Во многих дворах, в её южных и всегда тёмных частях стояли погреба с ледниками, где хранились основные запасы еды с ограниченным сроком хранения. Жильцы перемещали провизию в особые деревянные ящики с отверстиями для проветривания и закреплявшиеся с уличной стороны кухонного окна.
Во многих дворах доходных домов содержались курятники, конюшни и коровники. В конце XIX в Петербурге имелось более 60 000 лошадей, у каждой шестой семьи была корова. Коровы и лошади содержались в тёмных стойлах на задних дворах. Курицы и другие домашние птицы как правило свободно разгуливали по двору. Во дворах устанавливались поилки для животных. После дождя вода смешивалась с животными отходами, порождая во дворе дурной запах. В целом воздух во дворах от выгребных ям и животных отходов был настолько плохим, что окна во дворы открывали как можно реже.

## Арендные отношения
Ат даеца внайма угол, на втаром дваре, впадвале, а о цине спрасить квартирной хазяйки Акулины Федотовны
— Некрасов высмеивает безграмотные объявления о сдаче внаём
В ранний период объявления — «билетики» о сдаче квартиры приклеивались на ворота или окна дома, часто их тексты были безграмотны, если составлялись мещанами. Объявления о сдаче внаймы требовалось писать на зелёных листках, о сдаче квартир — на розовой. К концу XIX века объявления публиковались в газетах, также появились «квартирные бюро» — конторы, помогавшие найти квартиру. Среди горожан среднего достатка при съезде с квартиры было принято «передавать» её родственникам, сослуживцам или знакомым. Домовладельцы поощряли это.

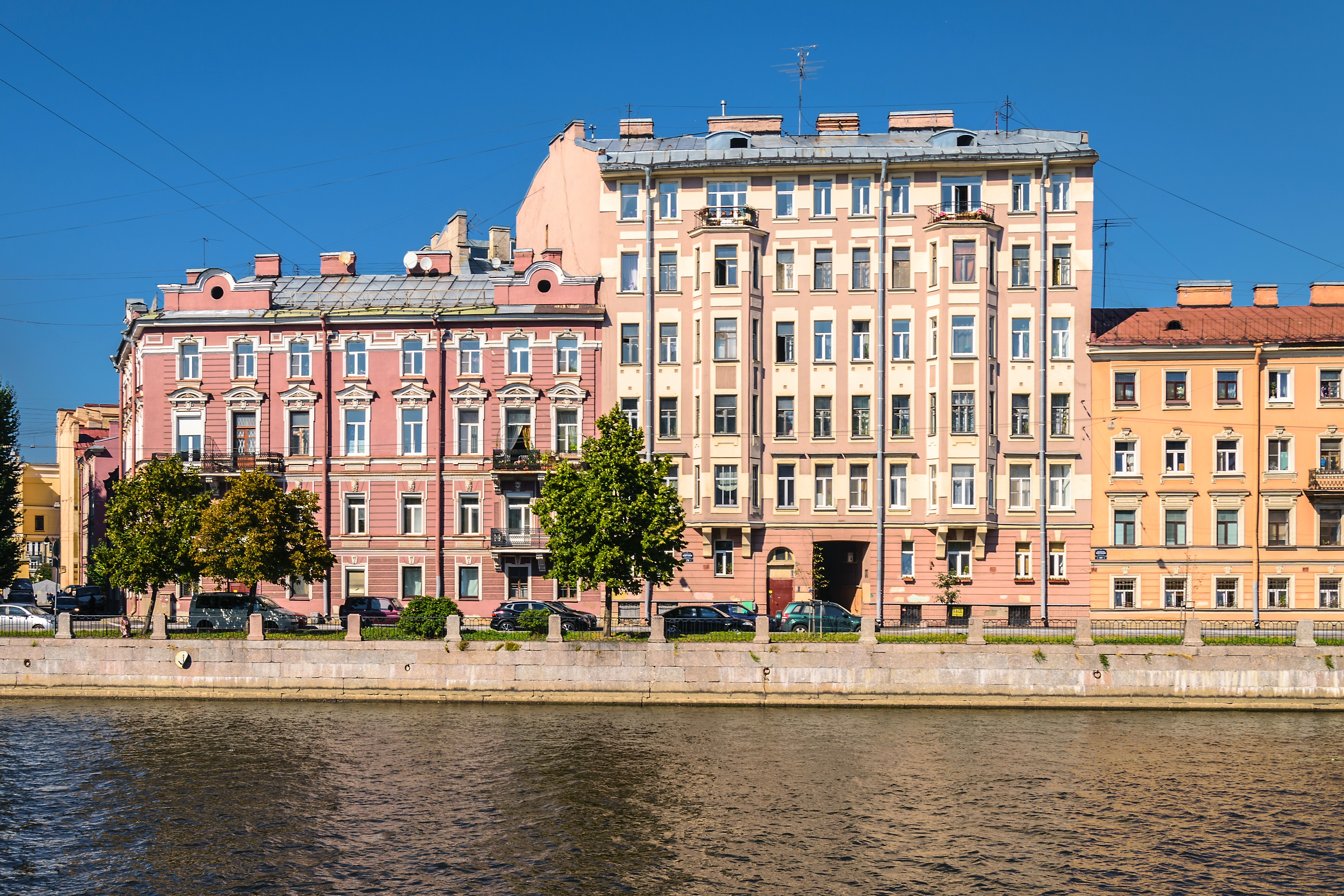
Доходные дома на Фонтанке

Контракт на сдачу квартиры заключался как правило на год, квартплата совершалась ежемесячно. Договоры об аренде заключались в письменной форме, если речь шла о дорогих квартирах, договоры могли нотариально заверяться. Условия договора во многом зависели от капризов хозяина, например они могли запрещать выпускать домашних животных на лестницу или покидать доходный дом ночью. Некоторые арендодатели внимательно проверяли биографию потенциальных жильцов, чтобы исключить на своей территории пьяниц, нищих, скандалистов и воров. Многие наниматели жилья могли сами сдавать жильё или часть его помещений другим. В некоторых случаях практиковался перенаём, когда домовладелец мог уступить права нанимателю по договору найма.
Оплата осуществлялась в обязательном порядке по истечении срока найма, даже если жильцы покидали жильё раньше истечения срока договора. Досрочное расторжение договора позволялось при обмане в описании жилья, умалчивании его очевидных недостатков, наводнении, вторжении, уничтожении имущества (например после пожара), эпидемии, назначении по военным обстоятельствам или так называемого «зазорного соседства», когда на той же лестнице помещение сдавалось под публичные дома. В реальности многие из вышеперечисленных условий было сложно доказать в суде и вместе с этим расторгнуть договор.
При заключении договора платился задаток, который возвращался после завершения договора и съезда с квартиры, если условия договора не нарушались. Если жилец злостно нарушал условия договора, был обязан платить неустойки, чаще всего собственными вещами. Арендодатель по закону не мог расторгнуть договор в случае неуплаты аренды жильцом. Чаще всего недобросовестных жильцов арендодатели вначале предупреждали и затем выгоняли из жилища и «арестовывали» их имущество.
Конфликты между арендодателями и жильцами в XIX веке решались почти всегда во внесудебном порядке из-за неэффективности судов и низкого правосознания граждан. Несовершенная законодательная система например не рассматривала вопросы об освещении, гигиенических приспособлениях, ремонте итд. Жилищные иски оставались единичными явлениями. Публикация журналами исков в конце XIX годов и нарастание квартирного кризиса способствовала увеличению количества судебных исков.
Стоимость аренды жилья составляла в среднем около четверти от денежных доходов семьи, примерно столько же они тратили на еду. Самые дорогие квартиры были на втором этаже, но к началу XX века вместе с ростом этажности самые дорогие квартиры переместились в 3 и 4 этажи. Стоимость квартир повышалась в центральной части Петербурга и своего пика достигала в Адмиралтейском округ (1123 руб. в год) , дорогие квартиры были в Казанской (618 руб.) и Литейных частях (608 руб.), самые дешёвые — Выборгской (172 руб.), Петербургской (212 руб.), Александро-Невской (273 руб.) и Нарвской сторонах (283 руб.). Стоимость аренды жилья в Петербурге превышала таковую в крупнейших городах Европы при более низкой средней зарплате. Разница в ценах была особенно заметна в арендной плате квартир для бедных.
Во второй половине XIX века около 20 % квартир в доходных домах были бесплатными, в основном это были служебные квартиры, помещения для домовой прислуги и квартиры домовладельца и его родственников.

## Владельцы домов
Владение доходным домом и сдача его помещения была очень выгодным делом. В конце XIX века 88 % доходных домов принадлежали домовладельцам, остальные принадлежали юридическим лицам — городу, церквям, монастырям, благотворительным сообществам, промышленным товариществам и городским учреждениям. К началу XX века в Петербурге появились первые кооперативные доходные дома. Большая часть доходных домов на рубеже XIX и XX веков строилась на банковские кредиты и закладывалась.
В конце XIX века домовладельцы составляли 0,5 % от общего городского населения. Эта ситуация разительно отличалась от XVIII века, в середине которого домовладельцев, или «городских обывателей» было около трети от общего населения, остальные назывались жильцами. В среднем у домовладельцев было по два дома, в основном они были дворянами, треть мужчин и половина женщин. Четверть домовладельцев были купцами и почётными гражданами, остальные были мещанами. 87 % домовладельцев были «коренными» петербуржцами, остальные приезжими, треть их них — иностранными. В среднем возраст домовладельца составлял 51 год. В литературе и средствах массовой информации устойчиво создавался отрицательный образ домовладельца, как невежественного, бескультурного и непомерно алчного человека. Это обуславливалось постоянным повышением цен на квартиры в условиях слишком быстрого роста населения, что жильцами воспринималось болезненно.
Для домовладельцев выпускались специальные журналы, в начале XX века домовладельцы начали объединяться в союзы и общества. До начала XX века только домовладельцы имели право учувствовать в городских выборах, в сложившихся условиях в своих правах оказалась ограничена большая часть дворян, в 1903 году право избираться получили и квартиросъёмщики, но только обладатели барских квартир.
Домовладельцы обязывались вести так называемые домовые книги и немедленно сообщать полиции о всех прибывавших и отбывавших жильцах. Беспаспортных запрещалось принимать. На практике вышеперечисленные требования часто плохо соблюдались.

## Прислуга
Наличие прислуги в квартире было важным показателем благополучия семьи. Сами доходные дома обслуживали дворники, швейцары и водопроводчики — домовая прислуга. Маляры, золотари, трубочисты и полотеры получали одноразовую зарплату за выполненную работу и домовой прислугой не считались. Домовая прислуга составляла 4 % населения Петербурга.

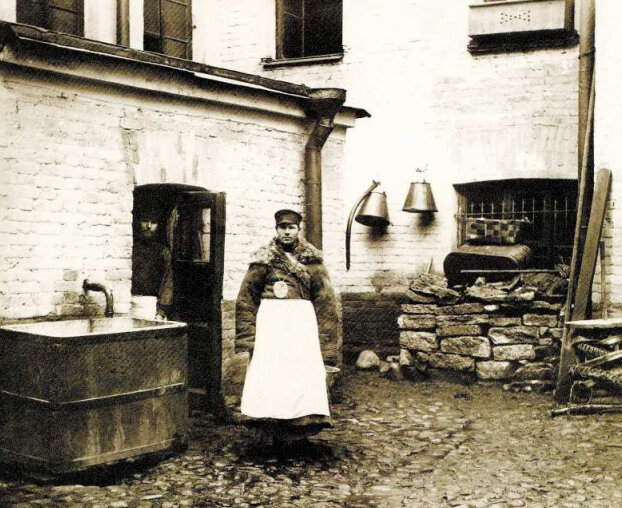
Дворник во внутреннем дворе, 1900-е годы

Самой распространённой прислугой были дворники, в небольших доходных домах с менее 5 квартир территорию убирать могли сами домовладельцы. Дворниками шли работать выходцы из деревень. Они жили дворницкими артелями. Дворник следил за чистотой на лестницах и дворах и разносил дрова жильцам. Часто за дополнительную плату — чаевые, дворники переносили багажи, колотили ковры, передвигали мебель итд. Дворники также были обязаны чистить улицу напротив доходного дома и убирать навоз, поэтому напротив всех доходных домов дежурил один дворник. Старшие дворники руководили другими дворниками и следили за порядком во дворе и запирали дворы на ночь. Им полагались для жилья отдельные дворницкие. Это были артели — тёмные подвальные квартиры с неудобным расположением.
Вторая категория прислуги — швейцары, которыми становились дворники со стажем или отставные военные. Швейцары должны были прилично одеваться, носить ливрею и фуражку. Они во многом выполняли ту же роль, что и дворники. Они следили за порядком на лестнице, топили печи и камины на парадной и убирали парадные лестницы, разносили почту и отпирали входные двери. Швейцары в некоторых доходных домах также обслуживали лифты или приглашали жильцов к телефонам в домовом пользовании. Не во всех доходных домах работали швейцары, в этом случае их роль перенимали старшие дворники. Швейцары и старшие дворники со своими семьями жили в «швейцарских» — квартирах под парадной лестницей.
С распространением водопровода, многие домовладения с 50 квартирами и более начали держать при себе водопроводчиков, которые следили за исправностью санитарно-технического оборудования. Водопроводчики как правило были городскими и людьми с образованием, получавшими высокое жалование. Часто водопроводчики за дополнительную плату чинили жильцам предметы домашнего обихода, например лудили кастрюли. Водопроводчики со своими семьями жили на заднем дворе в подвальных квартирах. Жильё домовой прислуги представляли собой однокомнатные квартиры, не оборудованные прихожей, кухней и часто отхожим местом.
Во многих квартирах использовалась жилая прислуга, как правило это были горничные, кухарки и гувернантки при наличии детей в семье и лакеи в барских квартирах. Только в конце XIX века для прислуги начали выделять отдельные помещения, до этого они могли спать в служебных помещениях или вестибюле, в квартирах среднего размера у прислуги не было помещения для сна.

## Восприятие
Профессор, кандидат искусствоведения Татьяна Ковалева проводила много параллелей между жилищной ситуацией Санкт-Петербурга XIX века и Древнего Рима II века. И петербургские доходные дома и римские инсулы строились намеренно для сдачи помещений жильцам в период активного роста населения и подорожания земли, в обоих городах они стали абсолютно преобладающей постройкой, сформировавшей городскую ткань. Доходные дома и инсулы были многоэтажными постройками и схожими в своей конфигурации, периметральности и внутренней планировке. Инсулы могли иметь по пять, шесть или семь этажей. Внутри инсул располагались однотипные жилые помещения, объединённые длинными коридорами. И в инсулах и петербургских доходных домах имелись тёмные дворы-колодцы, их жильцы существовали в условиях перенаселения. В доходных домах и инсулах этажи были связанны с уровнем дохода квартиросъёмщиков, в обоих случаях во вторых и третьих этажах устраивались самые роскошные помещения, чем выше был этаж, тем беднее были их постояльцы.